# Liste der Baudenkmale in Göttingen/Baukulturensemble Innenstadt-Westteil
In der Liste der Baudenkmale in Göttingen: Baukulturensemble Innenstadt-Westteil sind die denkmalgeschützten Bauten der niedersächsischen Stadt Göttingen im Baukulturensemble Innenstadt Göttingen mit dem Stand vom 19. August 2013 aufgelistet, die westlich der Nordsüd-Achse Weender Straße und Kurze Straße liegen. Ausnahmen bilden die Baudenkmale der Stadtbefestigungen, d. h. der inneren Stadtmauer und des Walles, die aufgrund ihrer Zusammengehörigkeit in der Liste der Baudenkmale in Göttingen aufgeführt sind. Grundlage dieser Liste sind die Veröffentlichen zur Nachinventarisierung der Baudenkmäler der Göttinger Innenstadt.

## Baukulturensemble Innenstadt Göttingen
In den Spalten befinden sich folgende Informationen:
- Lage: die Adresse des Baudenkmales und die geographischen Koordinaten. Kartenansicht, um Koordinaten zu setzen. In der Kartenansicht sind Baudenkmale ohne Koordinaten mit einem roten Marker dargestellt und können in der Karte gesetzt werden. Baudenkmale ohne Bild sind mit einem blauen Marker gekennzeichnet, Baudenkmale mit Bild mit einem grünen Marker.
- Bezeichnung: Bezeichnung des Baudenkmales
- Beschreibung: die Beschreibung des Baudenkmales. Unter § 3 Abs. 2 NDSchG werden Einzeldenkmale und unter § 3 Abs. 3 NDSchG Gruppen baulicher Anlagen und deren Bestandteile ausgewiesen.
- ID: die Objekt-ID des Baudenkmales
- Bild: ein Bild des Baudenkmales, ggf. zusätzlich mit einem Link zu weiteren Fotos des Baudenkmals im Medienarchiv Wikimedia Commons. Wenn man auf das Kamerasymbol klickt, können Fotos zu Baudenkmalen aus dieser Liste hochgeladen werden:

### Leinekanal
| Lage                                                       | Bezeichnung     | Beschreibung                          | ID       | Bild           |
| ---------------------------------------------------------- | --------------- | ------------------------------------- | -------- | -------------- |
| Leinekanal zwischen den Wällen 51° 31′ 53″ N, 9° 55′ 54″ O | Flußverlauf     | Geschützt nach § 3(3) Gewässer NDSchG |          | Weitere Bilder |
| Leinekanal 51° 32′ 12″ N, 9° 55′ 58″ O                     | Reitstallbrücke | Geschützt nach § 3(3) NDSchG          | 35854576 | Weitere Bilder |

### Am Leinekanal
| Lage                                       | Bezeichnung           | Beschreibung                               | ID | Bild           |
| ------------------------------------------ | --------------------- | ------------------------------------------ | -- | -------------- |
| Am Leinekanal 1 51° 32′ 9″ N, 9° 55′ 58″ O | Ehemalige Große Mühle | Geschützt nach § 3(2) Einzeldenkmal NDSchG |    | Weitere Bilder |
| Am Leinekanal 3 51° 32′ 6″ N, 9° 55′ 57″ O | Ehemalige Mühle       | Geschützt nach § 3(3) NDSchG               |    | Weitere Bilder |

### Angerstraße
| Lage                                        | Bezeichnung                  | Beschreibung                               | ID | Bild           |
| ------------------------------------------- | ---------------------------- | ------------------------------------------ | -- | -------------- |
| Angerstraße 2a 51° 31′ 54″ N, 9° 55′ 48″ O  | Wohn- und Geschäftshaus      | Geschützt nach § 3(3) NDSchG               |    | Weitere Bilder |
| Angerstraße 3b 51° 31′ 55″ N, 9° 55′ 49″ O  | Wohnhaus                     | Geschützt nach § 3(3) NDSchG               |    | Weitere Bilder |
| Angerstraße 5a 51° 31′ 56″ N, 9° 55′ 48″ O  | Wohnhaus                     | Geschützt nach § 3(3) NDSchG               |    | Weitere Bilder |
| Angerstraße 5 51° 31′ 56″ N, 9° 55′ 47″ O   | Wohnhaus                     | Geschützt nach § 3(3) NDSchG               |    | Weitere Bilder |
| Angerstraße 6 51° 31′ 56″ N, 9° 55′ 47″ O   | Wohn- und Geschäftshaus      | Geschützt nach § 3(3) NDSchG               |    | Weitere Bilder |
| Angerstraße 12 51° 31′ 53″ N, 9° 55′ 47″ O  | Wohnhaus                     | Geschützt nach § 3(3) NDSchG               |    | Weitere Bilder |
| Angerstraße 12a 51° 31′ 52″ N, 9° 55′ 47″ O | Wohnhaus                     | Geschützt nach § 3(3) NDSchG               |    | Weitere Bilder |
| Angerstraße 13 51° 31′ 52″ N, 9° 55′ 47″ O  | Wohnhaus                     | Geschützt nach § 3(3) NDSchG               |    | Weitere Bilder |
| Angerstraße 14 51° 31′ 51″ N, 9° 55′ 46″ O  | Pfarrhaus der Mariengemeinde | Geschützt nach § 3(2) Einzeldenkmal NDSchG |    | Weitere Bilder |

### Düstere Straße
| Lage                                                                            | Bezeichnung                  | Beschreibung                               | ID | Bild           |
| ------------------------------------------------------------------------------- | ---------------------------- | ------------------------------------------ | -- | -------------- |
| Düstere Straße 1 51° 31′ 48″ N, 9° 56′ 0″ O                                     | Wohnhaus                     | Geschützt nach § 3(3) NDSchG               |    | Weitere Bilder |
| Düstere Straße 5 51° 31′ 51″ N, 9° 56′ 0″ O                                     | Wohnhaus                     | Geschützt nach § 3(3) NDSchG               |    | Weitere Bilder |
| Düstere Straße 6 51° 31′ 51″ N, 9° 56′ 0″ O                                     | Wohnhaus                     | Geschützt nach § 3(2) Einzeldenkmal NDSchG |    | Weitere Bilder |
| Düstere Straße 8 51° 31′ 52″ N, 9° 56′ 0″ O                                     | Wohnhaus                     | Geschützt nach § 3(2) Einzeldenkmal NDSchG |    | Weitere Bilder |
| Düstere Straße 9 51° 31′ 52″ N, 9° 56′ 0″ O                                     | Wohnhaus                     | Geschützt nach § 3(3) NDSchG               |    | Weitere Bilder |
| Düstere Straße 10/11 51° 31′ 52″ N, 9° 56′ 0″ O                                 | Wohnhaus - und Geschäftshaus | Geschützt nach § 3(3) NDSchG               |    | Weitere Bilder |
| Düstere Straße 12 51° 31′ 53″ N, 9° 56′ 0″ O                                    | Wohnhaus                     | Geschützt nach § 3(3) NDSchG               |    | Weitere Bilder |
| Düstere Straße 15 51° 31′ 54″ N, 9° 56′ 0″ O                                    | Wohnhaus                     | Geschützt nach § 3(3) NDSchG               |    | Weitere Bilder |
| Düstere Straße 16 51° 31′ 54″ N, 9° 55′ 59″ O                                   | Wohnhaus                     | Geschützt nach § 3(3) NDSchG               |    | Weitere Bilder |
| Düstere Straße 20 51° 31′ 52″ N, 9° 55′ 59″ O                                   | Wohnhaus                     | Geschützt nach § 3(3) NDSchG               |    | Weitere Bilder |
| Düstere Straße 20 51° 31′ 52″ N, 9° 55′ 58″ O                                   | Hinterhaus                   | Geschützt nach § 3(3) NDSchG               |    | Weitere Bilder |
| Düstere Straße 20 51° 31′ 52″ N, 9° 55′ 58″ O                                   | Hinterhaus                   | Geschützt nach § 3(3) NDSchG               |    | Weitere Bilder |
| Düstere Straße 20 51° 31′ 52″ N, 9° 55′ 58″ O                                   | Hinterhaus                   | Geschützt nach § 3(3) NDSchG               |    | Weitere Bilder |
| Düstere Straße 20 51° 31′ 52″ N, 9° 55′ 57″ O                                   | Hinterhaus                   | Geschützt nach § 3(3) NDSchG               |    | Weitere Bilder |
| Düstere Straße 20a 51° 31′ 52″ N, 9° 55′ 57″ O                                  | Hinterhaus                   | Geschützt nach § 3(3) NDSchG               |    | Weitere Bilder |
| Düstere Straße 21 51° 31′ 51″ N, 9° 55′ 59″ O                                   | Wohnhaus                     | Geschützt nach § 3(2) Einzeldenkmal NDSchG |    | Weitere Bilder |
| Düstere Straße 21 51° 31′ 51″ N, 9° 55′ 59″ O                                   | Anbau                        | Geschützt nach § 3(2) Einzeldenkmal NDSchG |    | Weitere Bilder |
| Düstere Straße 21 51° 31′ 51″ N, 9° 55′ 58″ O                                   | Hinterhaus                   | Geschützt nach § 3(2) Einzeldenkmal NDSchG |    | Weitere Bilder |
| Düstere Straße 21 51° 31′ 51″ N, 9° 55′ 58″ O                                   | Hinterhaus                   | Geschützt nach § 3(2) Einzeldenkmal NDSchG |    | Weitere Bilder |
| Düstere Straße 22 51° 31′ 51″ N, 9° 55′ 59″ O                                   | Wohnhaus                     | Geschützt nach § 3(3) NDSchG               |    | Weitere Bilder |
| Düstere Straße 22 51° 31′ 51″ N, 9° 55′ 58″ O                                   | Hinterhaus                   | Geschützt nach § 3(3) NDSchG               |    | Weitere Bilder |
| Düstere Straße 23 51° 31′ 51″ N, 9° 55′ 59″ O                                   | Wohnhaus                     | Geschützt nach § 3(3) NDSchG               |    | Weitere Bilder |
| Düstere Straße 24/25 51° 31′ 51″ N, 9° 55′ 59″ O                                | Wohnhaus                     | Geschützt nach § 3(3) NDSchG               |    | Weitere Bilder |
| Düstere Straße 24/25, im westlichen Grundstücksteil 51° 31′ 51″ N, 9° 55′ 58″ O | Hinterhaus                   | Geschützt nach § 3(3) NDSchG               |    | Weitere Bilder |
| Düstere Straße 26 51° 31′ 50″ N, 9° 55′ 59″ O                                   | Wohnhaus                     | Geschützt nach § 3(2) Einzeldenkmal NDSchG |    | Weitere Bilder |
| Düstere Straße 31 51° 31′ 49″ N, 9° 56′ 0″ O                                    | Wohn- und Geschäftshaus      | Geschützt nach § 3(3) NDSchG               |    | Weitere Bilder |

### Gartenstraße
| Lage                                         | Bezeichnung           | Beschreibung                               | ID | Bild           |
| -------------------------------------------- | --------------------- | ------------------------------------------ | -- | -------------- |
| Gartenstraße 5 51° 31′ 52″ N, 9° 55′ 51″ O   | Wohnhaus              | Geschützt nach § 3(3) NDSchG               |    | Weitere Bilder |
| Gartenstraße 6 51° 31′ 51″ N, 9° 55′ 52″ O   | Wohnhaus              | Geschützt nach § 3(3) NDSchG               |    | Weitere Bilder |
| Gartenstraße 7 51° 31′ 51″ N, 9° 55′ 53″ O   | Wohnhaus              | Geschützt nach § 3(3) NDSchG               |    | Weitere Bilder |
| Gartenstraße 8 51° 31′ 51″ N, 9° 55′ 53″ O   | Wohnhaus              | Geschützt nach § 3(3) NDSchG               |    | Weitere Bilder |
| Gartenstraße 9 51° 31′ 51″ N, 9° 55′ 54″ O   | Wohnhaus              | Geschützt nach § 3(3) NDSchG               |    | Weitere Bilder |
| Gartenstraße 10 51° 31′ 50″ N, 9° 55′ 54″ O  | Wohnhaus              | Geschützt nach § 3(3) NDSchG               |    | Weitere Bilder |
| Gartenstraße 11 51° 31′ 50″ N, 9° 55′ 55″ O  | Wohnhaus              | Geschützt nach § 3(3) NDSchG               |    | Weitere Bilder |
| Gartenstraße 12 51° 31′ 50″ N, 9° 55′ 55″ O  | Wohnhaus              | Geschützt nach § 3(3) NDSchG               |    | Weitere Bilder |
| Gartenstraße 13 51° 31′ 50″ N, 9° 55′ 55″ O  | Altersheim St. Crucis | Geschützt nach § 3(2) Einzeldenkmal NDSchG |    | Weitere Bilder |
| Gartenstraße 13a 51° 31′ 49″ N, 9° 55′ 57″ O | Wohnhaus              | Geschützt nach § 3(3) NDSchG               |    | Weitere Bilder |
| Gartenstraße 14 51° 31′ 49″ N, 9° 55′ 59″ O  | Wohnhaus              | Geschützt nach § 3(2) Einzeldenkmal NDSchG |    | Weitere Bilder |
| Gartenstraße 19 51° 31′ 51″ N, 9° 55′ 54″ O  | Wohnhaus              | Geschützt nach § 3(3) NDSchG               |    | Weitere Bilder |
| Gartenstraße 20 51° 31′ 52″ N, 9° 55′ 54″ O  | Wohnhaus              | Geschützt nach § 3(3) NDSchG               |    | Weitere Bilder |
| Gartenstraße 21 51° 31′ 52″ N, 9° 55′ 53″ O  | Wohnhaus              | Geschützt nach § 3(3) NDSchG               |    | Weitere Bilder |
| Gartenstraße 21a 51° 31′ 52″ N, 9° 55′ 53″ O | Wohnhaus              | Geschützt nach § 3(3) NDSchG               |    | Weitere Bilder |
| Gartenstraße 21b 51° 31′ 52″ N, 9° 55′ 52″ O | Wohnhaus              | Geschützt nach § 3(3) NDSchG               |    | Weitere Bilder |
| Gartenstraße 23 51° 31′ 54″ N, 9° 55′ 50″ O  | Wohnhaus              | Geschützt nach § 3(3) NDSchG               |    | Weitere Bilder |
| Gartenstraße 24 51° 31′ 54″ N, 9° 55′ 49″ O  | Wohnhaus              | Geschützt nach § 3(3) NDSchG               |    | Weitere Bilder |
| Gartenstraße 26 51° 31′ 54″ N, 9° 55′ 45″ O  | Wohnhaus              | Geschützt nach § 3(3) NDSchG               |    | Weitere Bilder |
| Gartenstraße 27 51° 31′ 54″ N, 9° 55′ 44″ O  | Wohnhaus              | Geschützt nach § 3(3) NDSchG               |    | Weitere Bilder |
| Gartenstraße 28 51° 31′ 54″ N, 9° 55′ 44″ O  | Wohnhaus              | Geschützt nach § 3(3) NDSchG               |    | Weitere Bilder |
| Gartenstraße 29 51° 31′ 54″ N, 9° 55′ 43″ O  | Wohnhaus              | Geschützt nach § 3(3) NDSchG               |    | Weitere Bilder |
| Gartenstraße 31 51° 31′ 55″ N, 9° 55′ 41″ O  | Kindertagesstätte     | Geschützt nach § 3(3) NDSchG               |    | Weitere Bilder |
| Gartenstraße 42 51° 31′ 53″ N, 9° 55′ 44″ O  | Wohnhaus              | Geschützt nach § 3(3) NDSchG               |    | Weitere Bilder |
| Gartenstraße 43 51° 31′ 53″ N, 9° 55′ 45″ O  | Wohnhaus              | Geschützt nach § 3(3) NDSchG               |    | Weitere Bilder |
| Gartenstraße 44 51° 31′ 53″ N, 9° 55′ 45″ O  | Wohnhaus              | Geschützt nach § 3(3) NDSchG               |    | Weitere Bilder |
| Gartenstraße 45 51° 31′ 53″ N, 9° 55′ 46″ O  | Wohnhaus              | Geschützt nach § 3(3) NDSchG               |    | Weitere Bilder |
| Gartenstraße 46 51° 31′ 53″ N, 9° 55′ 47″ O  | Wohnhaus              | Geschützt nach § 3(3) NDSchG               |    | Weitere Bilder |

### Geiststraße
| Lage                                                     | Bezeichnung                              | Beschreibung                               | ID | Bild           |
| -------------------------------------------------------- | ---------------------------------------- | ------------------------------------------ | -- | -------------- |
| Geiststraße 1, Goethe-Allee 1 51° 32′ 5″ N, 9° 55′ 44″ O | Ehemalige Klinik und Wohnhaus Langenbeck | Geschützt nach § 3(2) Einzeldenkmal NDSchG |    | Weitere Bilder |
| Geiststraße 2 51° 32′ 4″ N, 9° 55′ 43″ O                 | Ehemalige Klinik und Wohnhaus Langenbeck | Geschützt nach § 3(2) Einzeldenkmal NDSchG |    | Weitere Bilder |
| Geiststraße 4 51° 32′ 2″ N, 9° 55′ 41″ O                 | Ohren- u. Nasenklinik                    | Geschützt nach § 3(2) Einzeldenkmal NDSchG |    | Weitere Bilder |
| Geiststraße 5 51° 32′ 2″ N, 9° 55′ 42″ O                 | Ohren- u. Nasenklinik                    | Geschützt nach § 3(2) Einzeldenkmal NDSchG |    | Weitere Bilder |
| Geiststraße 6 51° 32′ 1″ N, 9° 55′ 41″ O                 | Ehemalige Univ.-Fecht- u. Turnhalle      | Geschützt nach § 3(2) Einzeldenkmal NDSchG |    | Weitere Bilder |
| Geiststraße 9 51° 32′ 1″ N, 9° 55′ 43″ O                 | Klinikgebäude                            | Geschützt nach § 3(3) NDSchG               |    | Weitere Bilder |
| Geiststraße 11 51° 32′ 4″ N, 9° 55′ 44″ O                | Klinikgebäude                            | Geschützt nach § 3(3) NDSchG               |    | Weitere Bilder |

### Goethe-Allee
| Lage                                                     | Bezeichnung                                      | Beschreibung                               | ID | Bild           |
| -------------------------------------------------------- | ------------------------------------------------ | ------------------------------------------ | -- | -------------- |
| Geiststraße 1, Goethe-Allee 1 51° 32′ 5″ N, 9° 55′ 43″ O | Ehemalige Klinik und Wohnhaus Langenbeck         | Geschützt nach § 3(3) NDSchG               |    | Weitere Bilder |
| Goethe-Allee 2 51° 32′ 5″ N, 9° 55′ 46″ O                | Wohnhaus                                         | Geschützt nach § 3(2) Einzeldenkmal NDSchG |    | Weitere Bilder |
| Goethe-Allee 4 51° 32′ 4″ N, 9° 55′ 49″ O                | Wohnhaus                                         | Geschützt nach § 3(2) Einzeldenkmal NDSchG |    | Weitere Bilder |
| Goethe-Allee 8 51° 32′ 5″ N, 9° 55′ 54″ O                | Wohn- und Geschäftshaus, sogenanntes Grätzelhaus | Geschützt nach § 3(2) Einzeldenkmal NDSchG |    | Weitere Bilder |
| Goethe-Allee 9 51° 32′ 5″ N, 9° 55′ 53″ O                | Wohnhaus                                         | Geschützt nach § 3(3) NDSchG               |    | Weitere Bilder |
| Goethe-Allee 10 51° 32′ 5″ N, 9° 55′ 53″ O               | Wohnhaus                                         | Geschützt nach § 3(2) Einzeldenkmal NDSchG |    | Weitere Bilder |
| Goethe-Allee 11 51° 32′ 5″ N, 9° 55′ 52″ O               | Wohnhaus                                         | Geschützt nach § 3(3) NDSchG               |    | Weitere Bilder |
| Goethe-Allee 12 51° 32′ 5″ N, 9° 55′ 51″ O               | Wohnhaus                                         | Geschützt nach § 3(3) NDSchG               |    | Weitere Bilder |
| Goethe-Allee 13 51° 32′ 5″ N, 9° 55′ 50″ O               | Wohnhaus                                         | Geschützt nach § 3(3) NDSchG               |    | Weitere Bilder |
| Goethe-Allee 14 51° 32′ 5″ N, 9° 55′ 49″ O               | Wohnhaus                                         | Geschützt nach § 3(3) NDSchG               |    | Weitere Bilder |
| Goethe-Allee 15 51° 32′ 6″ N, 9° 55′ 49″ O               | Wohnhaus                                         | Geschützt nach § 3(3) NDSchG               |    | Weitere Bilder |
| Goethe-Allee 16 51° 32′ 6″ N, 9° 55′ 48″ O               | Wohnhaus                                         | Geschützt nach § 3(3) NDSchG               |    | Weitere Bilder |
| Goethe-Allee 17/18 51° 32′ 6″ N, 9° 55′ 48″ O            | Wohnhaus                                         | Geschützt nach § 3(3) NDSchG               |    | Weitere Bilder |
| Goethe-Allee 19 51° 32′ 6″ N, 9° 55′ 47″ O               | Wohnhaus                                         | Geschützt nach § 3(3) NDSchG               |    | Weitere Bilder |
| Goethe-Allee 20 51° 32′ 6″ N, 9° 55′ 47″ O               | Wohnhaus                                         | Geschützt nach § 3(2) Einzeldenkmal NDSchG |    | Weitere Bilder |
| Goethe-Allee 21 51° 32′ 6″ N, 9° 55′ 46″ O               | Wohnhaus                                         | Geschützt nach § 3(3) NDSchG               |    | Weitere Bilder |
| Goethe-Allee 22/23 51° 32′ 6″ N, 9° 55′ 44″ O            | Hotel                                            | Geschützt nach § 3(2) Einzeldenkmal NDSchG |    | Weitere Bilder |

### Gotmarstraße
| Lage                                      | Bezeichnung                                             | Beschreibung                               | ID | Bild           |
| ----------------------------------------- | ------------------------------------------------------- | ------------------------------------------ | -- | -------------- |
| Gotmarstraße 1 51° 32′ 3″ N, 9° 56′ 2″ O  | Wohnhaus                                                | Geschützt nach § 3(2) Einzeldenkmal NDSchG |    | Weitere Bilder |
| Gotmarstraße 2 51° 32′ 3″ N, 9° 56′ 2″ O  | Wohnhaus                                                | Geschützt nach § 3(3) NDSchG               |    | Weitere Bilder |
| Gotmarstraße 3 51° 32′ 2″ N, 9° 56′ 2″ O  | Wohnhaus                                                | Geschützt nach § 3(2) Einzeldenkmal NDSchG |    | Weitere Bilder |
| Gotmarstraße 4 51° 32′ 2″ N, 9° 56′ 2″ O  | Wohnhaus                                                | Geschützt nach § 3(3) NDSchG               |    | Weitere Bilder |
| Gotmarstraße 5 51° 32′ 2″ N, 9° 56′ 2″ O  | Wohnhaus                                                | Geschützt nach § 3(3) NDSchG               |    | Weitere Bilder |
| Gotmarstraße 6 51° 32′ 2″ N, 9° 56′ 2″ O  | Wohnhaus                                                | Geschützt nach § 3(3) NDSchG               |    | Weitere Bilder |
| Gotmarstraße 7 51° 32′ 1″ N, 9° 56′ 2″ O  | Bibliotheksgebäude                                      | Geschützt nach § 3(3) NDSchG               |    | Weitere Bilder |
| Gotmarstraße 8 51° 32′ 0″ N, 9° 56′ 2″ O  | Bibliotheksgebäude, sogenanntes Thomas-Buergenthal-Haus | Geschützt nach § 3(2) Einzeldenkmal NDSchG |    | Weitere Bilder |
| Gotmarstraße 9 51° 32′ 1″ N, 9° 56′ 3″ O  | Wohnhaus                                                | Geschützt nach § 3(3) NDSchG               |    | Weitere Bilder |
| Gotmarstraße 10 51° 32′ 1″ N, 9° 56′ 3″ O | Wohnhaus                                                | Geschützt nach § 3(2) Einzeldenkmal NDSchG |    | Weitere Bilder |
| Gotmarstraße 10 51° 32′ 1″ N, 9° 56′ 4″ O | Hinterhaus                                              | Geschützt nach § 3(3) NDSchG               |    |                |
| Gotmarstraße 17 51° 32′ 3″ N, 9° 56′ 3″ O | Wohnhaus                                                | Geschützt nach § 3(3) NDSchG               |    | Weitere Bilder |

### Groner Straße
| Lage                                                           | Bezeichnung                 | Beschreibung                                               | ID | Bild           |
| -------------------------------------------------------------- | --------------------------- | ---------------------------------------------------------- | -- | -------------- |
| Groner Straße 2 51° 31′ 56″ N, 9° 55′ 51″ O                    | Wohnhaus                    | Geschützt nach § 3(3) NDSchG                               |    | Weitere Bilder |
| Groner Straße 3 51° 31′ 56″ N, 9° 55′ 52″ O                    | Wohnhaus                    | Geschützt nach § 3(2) Einzeldenkmal NDSchG                 |    | Weitere Bilder |
| Groner Straße 4 51° 31′ 55″ N, 9° 55′ 52″ O                    | Wohnhaus                    | Geschützt nach § 3(3) NDSchG                               |    | Weitere Bilder |
| westlich Groner Straße 4 51° 31′ 55″ N, 9° 55′ 51″ O           | Wohnhaus                    | Geschützt nach § 3(3) NDSchG                               |    | BW             |
| Groner Straße 5 51° 31′ 55″ N, 9° 55′ 53″ O                    | Wohnhaus                    | Geschützt nach § 3(3) NDSchG                               |    | Weitere Bilder |
| Groner Straße 7 51° 31′ 55″ N, 9° 55′ 54″ O                    | Wohnhaus                    | Geschützt nach § 3(3) NDSchG                               |    | Weitere Bilder |
| Groner Straße 8 51° 31′ 55″ N, 9° 55′ 54″ O                    | Wohnhaus                    | Geschützt nach § 3(3) NDSchG                               |    | Weitere Bilder |
| Groner Straße 9 51° 31′ 55″ N, 9° 55′ 55″ O                    | Wohnhaus                    | Geschützt nach § 3(3) NDSchG                               |    | Weitere Bilder |
| Groner Straße 9 51° 31′ 55″ N, 9° 55′ 54″ O                    | Rückgebäude                 | Geschützt nach § 3(3) NDSchG                               |    | Weitere Bilder |
| Groner Straße 10 51° 31′ 55″ N, 9° 55′ 55″ O                   | Wohnhaus                    | Geschützt nach § 3(3) NDSchG                               |    | Weitere Bilder |
| Groner Straße 10 51° 31′ 55″ N, 9° 55′ 55″ O                   | Rückgebäude                 | Geschützt nach § 3(3) NDSchG                               |    | Weitere Bilder |
| Groner Straße 10 51° 31′ 54″ N, 9° 55′ 55″ O                   | Rückgebäude                 | Geschützt nach § 3(3) NDSchG                               |    | Weitere Bilder |
| Groner Straße 11 51° 31′ 55″ N, 9° 55′ 55″ O                   | Wohnhaus                    | Geschützt nach § 3(3) NDSchG                               |    | Weitere Bilder |
| Groner Straße 11 51° 31′ 55″ N, 9° 55′ 56″ O                   | Rückgebäude                 | Geschützt nach § 3(3) NDSchG                               |    | Weitere Bilder |
| Groner Straße 11 51° 31′ 55″ N, 9° 55′ 55″ O                   | Rückgebäude                 | Geschützt nach § 3(3) NDSchG                               |    | Weitere Bilder |
| Groner Straße 11 51° 31′ 54″ N, 9° 55′ 55″ O                   | Rückgebäude                 | Geschützt nach § 3(3) NDSchG                               |    | Weitere Bilder |
| Groner Straße 12 51° 31′ 55″ N, 9° 55′ 56″ O                   | Wohnhaus                    | Geschützt nach § 3(2) Einzeldenkmal NDSchG                 |    | Weitere Bilder |
| Groner Straße 12 51° 31′ 55″ N, 9° 55′ 56″ O                   | Rückgebäude                 | Geschützt nach § 3(2) Einzeldenkmal NDSchG                 |    | Weitere Bilder |
| Groner Straße 13 51° 31′ 55″ N, 9° 55′ 56″ O                   | Wohnhaus                    | Geschützt nach § 3(3) NDSchG                               |    | Weitere Bilder |
| Groner Straße 13 51° 31′ 55″ N, 9° 55′ 56″ O                   | Rückgebäude                 | Geschützt nach § 3(3) NDSchG                               |    | Weitere Bilder |
| Groner Straße 13 51° 31′ 55″ N, 9° 55′ 56″ O                   | Rückgebäude                 | Geschützt nach § 3(2) Einzeldenkmal NDSchG                 |    | Weitere Bilder |
| Groner Straße 14 51° 31′ 55″ N, 9° 55′ 57″ O                   | Wohnhaus                    | Geschützt nach § 3(3) NDSchG                               |    | Weitere Bilder |
| Groner Straße 14 51° 31′ 55″ N, 9° 55′ 57″ O                   | Rückgebäude                 | Geschützt nach § 3(3) NDSchG                               |    | Weitere Bilder |
| Groner Straße 14 51° 31′ 55″ N, 9° 55′ 56″ O                   | Rückgebäude                 | Geschützt nach § 3(3) NDSchG                               |    | Weitere Bilder |
| Groner Straße 15 51° 31′ 55″ N, 9° 55′ 57″ O                   | Wohnhaus                    | Geschützt nach § 3(3) NDSchG                               |    | Weitere Bilder |
| Groner Straße 16 51° 31′ 55″ N, 9° 55′ 58″ O                   | Wohnhaus                    | Geschützt nach § 3(3) NDSchG                               |    | Weitere Bilder |
| Groner Straße 17a 51° 31′ 54″ N, 9° 55′ 56″ O                  | Rückgebäude                 | Geschützt nach § 3(2) Einzeldenkmal NDSchG                 |    | Weitere Bilder |
| Groner Straße 17b 51° 31′ 53″ N, 9° 55′ 57″ O                  | Rückgebäude                 | Geschützt nach § 3(3) NDSchG                               |    | Weitere Bilder |
| Groner Straße 18 51° 31′ 55″ N, 9° 55′ 59″ O                   | Wohnhaus                    | Geschützt nach § 3(3) NDSchG                               |    | Weitere Bilder |
| Groner Straße 19 51° 31′ 55″ N, 9° 55′ 59″ O                   | Wohnhaus                    | Geschützt nach § 3(3) NDSchG                               |    | Weitere Bilder |
| Groner Straße 21 51° 31′ 55″ N, 9° 56′ 1″ O                    | Wohnhaus                    | Geschützt nach § 3(3) NDSchG                               |    | Weitere Bilder |
| Groner Straße 23 51° 31′ 55″ N, 9° 56′ 2″ O                    | Wohnhaus                    | Geschützt nach § 3(3) NDSchG                               |    | Weitere Bilder |
| Groner Straße 24 51° 31′ 55″ N, 9° 56′ 2″ O                    | Wohnhaus                    | Geschützt nach § 3(2) Einzeldenkmal NDSchG                 |    | Weitere Bilder |
| Groner Straße 25 51° 31′ 55″ N, 9° 56′ 3″ O                    | Wohnhaus                    | Geschützt nach § 3(2) Einzeldenkmal NDSchG                 |    | Weitere Bilder |
| Groner Straße 26 51° 31′ 55″ N, 9° 56′ 3″ O                    | Wohnhaus                    | Geschützt nach § 3(3) NDSchG                               |    | Weitere Bilder |
| Groner Straße 28 51° 31′ 54″ N, 9° 56′ 4″ O                    | Wohnhaus                    | Geschützt nach § 3(3) NDSchG                               |    | Weitere Bilder |
| Groner Straße 33 51° 31′ 54″ N, 9° 56′ 6″ O                    | Wohnhaus                    | Geschützt nach § 3(3) NDSchG                               |    | Weitere Bilder |
| Groner Straße 34 51° 31′ 54″ N, 9° 56′ 7″ O                    | Wohnhaus                    | Geschützt nach § 3(3) NDSchG                               |    | Weitere Bilder |
| Groner Straße 35 51° 31′ 54″ N, 9° 56′ 7″ O                    | Wohnhaus                    | Fachwerkeckhaus Geschützt nach § 3(2) Einzeldenkmal NDSchG |    | Weitere Bilder |
| Groner Straße 35, Lage Kurze Straße 51° 31′ 54″ N, 9° 56′ 7″ O | Nebengebäude                | Geschützt nach § 3(3) NDSchG                               |    | Weitere Bilder |
| Groner Straße 36 51° 31′ 55″ N, 9° 56′ 6″ O                    | Wohnhaus- und Geschäftshaus | Geschützt nach § 3(3) NDSchG                               |    | Weitere Bilder |
| Groner Straße 37 51° 31′ 55″ N, 9° 56′ 5″ O                    | Wohnhaus- und Geschäftshaus | Geschützt nach § 3(3) NDSchG                               |    | Weitere Bilder |
| Groner Straße 38 51° 31′ 55″ N, 9° 56′ 4″ O                    | Wohnhaus                    | Geschützt nach § 3(3) NDSchG                               |    | Weitere Bilder |
| Groner Straße 39 51° 31′ 56″ N, 9° 56′ 3″ O                    | Wohnhaus                    | Geschützt nach § 3(3) NDSchG                               |    | Weitere Bilder |
| Groner Straße 40 51° 31′ 56″ N, 9° 56′ 2″ O                    | Wohnhaus                    | Geschützt nach § 3(3) NDSchG                               |    | Weitere Bilder |
| Groner Straße 41 51° 31′ 56″ N, 9° 56′ 1″ O                    | Wohnhaus                    | Geschützt nach § 3(3) NDSchG                               |    | Weitere Bilder |
| Groner Straße 42 51° 31′ 56″ N, 9° 56′ 1″ O                    | Wohnhaus                    | Geschützt nach § 3(3) NDSchG                               |    | Weitere Bilder |
| Groner Straße 49 51° 31′ 56″ N, 9° 55′ 58″ O                   | Wohnhaus                    | Geschützt nach § 3(3) NDSchG                               |    | Weitere Bilder |
| Groner Straße 51 51° 31′ 56″ N, 9° 55′ 57″ O                   | Wohnhaus                    | Geschützt nach § 3(3) NDSchG                               |    | Weitere Bilder |
| Groner Straße 53 51° 31′ 56″ N, 9° 55′ 56″ O                   | Wohnhaus                    | Geschützt nach § 3(2) Einzeldenkmal NDSchG                 |    | Weitere Bilder |
| Groner Straße 54/55 51° 31′ 56″ N, 9° 55′ 55″ O                | Wohnhaus                    | Geschützt nach § 3(3) NDSchG                               |    | Weitere Bilder |
| Groner Straße 56 51° 31′ 56″ N, 9° 55′ 54″ O                   | Wohnhaus                    | Geschützt nach § 3(2) Einzeldenkmal NDSchG                 |    | Weitere Bilder |
| Groner Straße 57 51° 31′ 56″ N, 9° 55′ 53″ O                   | Wohnhaus                    | Geschützt nach § 3(3) NDSchG                               |    | Weitere Bilder |
| Groner Straße 60 51° 31′ 56″ N, 9° 55′ 52″ O                   | Geschäftshaus               | Geschützt nach § 3(3) NDSchG                               |    | Weitere Bilder |

### Groner-Tor-Straße
| Lage                                                                  | Bezeichnung                   | Beschreibung                                                                | ID | Bild           |
| --------------------------------------------------------------------- | ----------------------------- | --------------------------------------------------------------------------- | -- | -------------- |
| Groner-Tor-Straße 8 51° 31′ 57″ N, 9° 55′ 42″ O                       | Wohn- und Geschäftshaus       | Geschützt nach § 3(3) NDSchG                                                |    | Weitere Bilder |
| Groner-Tor-Straße 9/10 51° 31′ 57″ N, 9° 55′ 42″ O                    | Wohn- und Geschäftshaus       | Geschützt nach § 3(3) NDSchG                                                |    | Weitere Bilder |
| Groner-Tor-Straße 11 51° 31′ 56″ N, 9° 55′ 42″ O                      | Wohn- und Geschäftshaus       | Geschützt nach § 3(3) NDSchG                                                |    | Weitere Bilder |
| Groner-Tor-Straße 12 51° 31′ 56″ N, 9° 55′ 43″ O                      | Wohnhaus                      | Geschützt nach § 3(3) NDSchG                                                |    | Weitere Bilder |
| Groner-Tor-Straße 14/15 51° 31′ 56″ N, 9° 55′ 43″ O                   | Wohnhaus                      | Geschützt nach § 3(3) NDSchG                                                |    | Weitere Bilder |
| Groner-Tor-Straße 16 51° 31′ 57″ N, 9° 55′ 45″ O                      | Wohnhaus                      | Geschützt nach § 3(3) NDSchG                                                |    | Weitere Bilder |
| Groner-Tor-Straße 17 51° 31′ 57″ N, 9° 55′ 45″ O                      | Wohnhaus                      | Geschützt nach § 3(3) NDSchG                                                |    | Weitere Bilder |
| Groner-Tor-Straße 18 51° 31′ 57″ N, 9° 55′ 46″ O                      | Wohnhaus                      | Geschützt nach § 3(3) NDSchG                                                |    | Weitere Bilder |
| Groner-Tor-Straße 19 51° 31′ 57″ N, 9° 55′ 46″ O                      | Wohnhaus                      | Geschützt nach § 3(3) NDSchG                                                |    | Weitere Bilder |
| Groner-Tor-Straße 20 51° 31′ 57″ N, 9° 55′ 47″ O                      | Wohnhaus                      | Geschützt nach § 3(3) NDSchG                                                |    | Weitere Bilder |
| Groner-Tor-Straße 21 51° 31′ 57″ N, 9° 55′ 47″ O                      | Wohnhaus                      | Geschützt nach § 3(3) NDSchG                                                |    | Weitere Bilder |
| Groner-Tor-Straße 22 51° 31′ 57″ N, 9° 55′ 47″ O                      | Wohnhaus                      | Geschützt nach § 3(3) NDSchG                                                |    | Weitere Bilder |
| Groner-Tor-Straße 22, Eingang Angerstraße 51° 31′ 57″ N, 9° 55′ 47″ O | Wohnhaus                      | Geschützt nach § 3(3) NDSchG                                                |    | Weitere Bilder |
| Groner-Tor-Straße 23 51° 31′ 57″ N, 9° 55′ 48″ O                      | Wohn- und Geschäftshaus       | Geschützt nach § 3(3) NDSchG                                                |    | Weitere Bilder |
| Groner-Tor-Straße 24 51° 31′ 57″ N, 9° 55′ 49″ O                      | Wohnhaus                      | Geschützt nach § 3(3) NDSchG                                                |    | Weitere Bilder |
| Groner-Tor-Straße 26 51° 31′ 56″ N, 9° 55′ 50″ O                      | Wohnhaus                      | Geschützt nach § 3(3) NDSchG                                                |    | Weitere Bilder |
| Groner-Tor-Straße 27 51° 31′ 56″ N, 9° 55′ 51″ O                      | Wohnhaus                      | Geschützt nach § 3(3) NDSchG                                                |    | Weitere Bilder |
| Groner-Tor-Straße 28 51° 31′ 57″ N, 9° 55′ 51″ O                      | Wohnhaus                      | in den Straßenkörper vorkragende Obergeschosse Geschützt nach § 3(3) NDSchG |    | Weitere Bilder |
| Groner-Tor-Straße 29/29a 51° 31′ 57″ N, 9° 55′ 50″ O                  | Wohnhaus                      | Geschützt nach § 3(3) NDSchG                                                |    | Weitere Bilder |
| Groner-Tor-Straße 30 51° 31′ 57″ N, 9° 55′ 48″ O                      | Kirche St. Marien             | Geschützt nach § 3(2) Einzeldenkmal NDSchG                                  |    | Weitere Bilder |
| Groner-Tor-Straße 30a 51° 31′ 57″ N, 9° 55′ 46″ O                     | Wohnhaus, sogenannte Commende | Geschützt nach § 3(2) Einzeldenkmal NDSchG                                  |    | Weitere Bilder |

### Hospitalstraße
| Lage                                           | Bezeichnung                                      | Beschreibung | ID | Bild           |
| ---------------------------------------------- | ------------------------------------------------ | --- | -- | -------------- |
| Hospitalstraße 2 51° 31′ 49″ N, 9° 56′ 17″ O   | Wohnhaus                                         | Geschützt nach § 3(3) NDSchG |    | Weitere Bilder |
| Hospitalstraße 3 51° 31′ 49″ N, 9° 56′ 15″ O   | Institutsgebäude                                 | Geschützt nach § 3(3) NDSchG |    | Weitere Bilder |
| Hospitalstraße 4 51° 31′ 49″ N, 9° 56′ 16″ O   | Wohnhaus                                         | Geschützt nach § 3(3) NDSchG |    | Weitere Bilder |
| Hospitalstraße 6 51° 31′ 49″ N, 9° 56′ 13″ O   | Villa, sogenanntes Otfried-Müller-Haus           | Klassizistischer Putzbau, 1836–1837 Geschützt nach § 3(2) Einzeldenkmal NDSchG                                                      |    | Weitere Bilder |
| Hospitalstraße 6 51° 31′ 50″ N, 9° 56′ 13″ O   | Otfried-Müller-Haus                              | Nordwestlicher Anbau für kulturelle Veranstaltungen, 1856–1857 Geschützt nach § 3(3) NDSchG                                         |    | Weitere Bilder |
| Hospitalstraße 7 51° 31′ 49″ N, 9° 56′ 12″ O   | Institutsgebäude, ehemaliges Chemisches Institut | Fachwerkgebäude, erbaut 1783, wurde 2019 ausgezeichnet als Historische Stätte der Chemie Geschützt nach § 3(2) Einzeldenkmal NDSchG |    | Weitere Bilder |
| Hospitalstraße 10 51° 31′ 49″ N, 9° 56′ 9″ O   | Wohnhaus                                         | Geschützt nach § 3(3) NDSchG |    | Weitere Bilder |
| Hospitalstraße 12 51° 31′ 49″ N, 9° 56′ 8″ O   | Wohnhaus                                         | Geschützt nach § 3(3) NDSchG |    | Weitere Bilder |
| Hospitalstraße 16 51° 31′ 48″ N, 9° 56′ 6″ O   | Wohnhaus                                         | Geschützt nach § 3(3) NDSchG |    | Weitere Bilder |
| Hospitalstraße 18 51° 31′ 48″ N, 9° 56′ 5″ O   | Wohnhaus                                         | Geschützt nach § 3(3) NDSchG |    | Weitere Bilder |
| Hospitalstraße 20 51° 31′ 48″ N, 9° 56′ 3″ O   | Wohnhaus                                         | Geschützt nach § 3(3) NDSchG |    | Weitere Bilder |
| Hospitalstraße 24 51° 31′ 48″ N, 9° 56′ 2″ O   | Wohnhaus                                         | Geschützt nach § 3(2) Einzeldenkmal NDSchG                                                                                          |    | Weitere Bilder |
| Hospitalstraße 27 51° 31′ 47″ N, 9° 56′ 2″ O   | Wohnhaus                                         | Geschützt nach § 3(2) Einzeldenkmal NDSchG                                                                                          |    | Weitere Bilder |
| Hospitalstraße 31 51° 31′ 48″ N, 9° 55′ 59″ O  | Wohnhaus                                         | Geschützt nach § 3(3) NDSchG |    | Weitere Bilder |
| Hospitalstraße 33a 51° 31′ 48″ N, 9° 55′ 58″ O | Wohnwirtschaftsgebäude                           | Geschützt nach § 3(3) NDSchG |    | Weitere Bilder |
| Hospitalstraße 33c 51° 31′ 48″ N, 9° 55′ 57″ O | Wohnwirtschaftsgebäude                           | Geschützt nach § 3(3) NDSchG |    | Weitere Bilder |
| Hospitalstraße 33d 51° 31′ 47″ N, 9° 55′ 58″ O | Wohnwirtschaftsgebäude                           | Geschützt nach § 3(3) NDSchG |    | Weitere Bilder |
| Hospitalstraße 35 51° 31′ 48″ N, 9° 55′ 55″ O  | Mühlengebäude der ehemaligen Odilienmühle        | Geschützt nach § 3(3) NDSchG |    | Weitere Bilder |

### Johanniskirchhof
| Lage                                           | Bezeichnung                    | Beschreibung                               | ID | Bild           |
| ---------------------------------------------- | ------------------------------ | ------------------------------------------ | -- | -------------- |
| Johanniskirchhof 51° 32′ 0″ N, 9° 56′ 1″ O     | Platz                          | Geschützt nach § 3(3) NDSchG               |    |                |
| Johanniskirchhof 1 51° 31′ 58″ N, 9° 55′ 59″ O | Wohnhaus                       | Geschützt nach § 3(3) NDSchG               |    | Weitere Bilder |
| Johanniskirchhof 2 51° 31′ 59″ N, 9° 55′ 59″ O | Pfarrhaus der Johannisgemeinde | Geschützt nach § 3(3) NDSchG               |    | Weitere Bilder |
| Johanniskirchhof 3 51° 32′ 0″ N, 9° 55′ 59″ O  | Wohnhaus                       | Geschützt nach § 3(3) NDSchG               |    | Weitere Bilder |
| Johanniskirchhof 4 51° 31′ 59″ N, 9° 56′ 2″ O  | Kirche Sankt Johannis          | Geschützt nach § 3(2) Einzeldenkmal NDSchG |    | Weitere Bilder |

### Johannisstraße
| Lage                                          | Bezeichnung             | Beschreibung                                               | ID | Bild           |
| --------------------------------------------- | ----------------------- | ---------------------------------------------------------- | -- | -------------- |
| Johannisstraße 1 51° 31′ 58″ N, 9° 55′ 55″ O  | Wohn- und Geschäftshaus | Geschützt nach § 3(3) NDSchG                               |    | Weitere Bilder |
| Johannisstraße 2 51° 31′ 58″ N, 9° 55′ 55″ O  | Wohn- und Geschäftshaus | Geschützt nach § 3(3) NDSchG                               |    | Weitere Bilder |
| Johannisstraße 3 51° 31′ 58″ N, 9° 55′ 55″ O  | Wohn- und Geschäftshaus | Geschützt nach § 3(3) NDSchG                               |    | Weitere Bilder |
| Johannisstraße 4 51° 31′ 58″ N, 9° 55′ 56″ O  | Wohn- und Geschäftshaus | Geschützt nach § 3(3) NDSchG                               |    | Weitere Bilder |
| Johannisstraße 5 51° 31′ 58″ N, 9° 55′ 56″ O  | Wohn- und Geschäftshaus | Geschützt nach § 3(2) Einzeldenkmal NDSchG                 |    | Weitere Bilder |
| Johannisstraße 6 51° 31′ 58″ N, 9° 55′ 57″ O  | Wohnhaus                | Geschützt nach § 3(3) NDSchG                               |    | Weitere Bilder |
| Johannisstraße 9 51° 31′ 58″ N, 9° 55′ 58″ O  | Wohnhaus                | Geschützt nach § 3(3) NDSchG                               |    | Weitere Bilder |
| Johannisstraße 26 51° 31′ 58″ N, 9° 55′ 57″ O | Wohnhaus                | Geschützt nach § 3(3) NDSchG                               |    | Weitere Bilder |
| Johannisstraße 27 51° 31′ 59″ N, 9° 55′ 57″ O | Wohnhaus                | Geschützt nach § 3(2) Einzeldenkmal NDSchG                 |    | Weitere Bilder |
| Johannisstraße 28 51° 31′ 59″ N, 9° 55′ 56″ O | Wohnhaus                | Geschützt nach § 3(3) NDSchG                               |    |                |
| Johannisstraße 29 51° 31′ 59″ N, 9° 55′ 56″ O | Wohnhaus                | Geschützt nach § 3(3) NDSchG                               |    | Weitere Bilder |
| Johannisstraße 30 51° 31′ 59″ N, 9° 55′ 55″ O | Wohnhaus                | Geschützt nach § 3(2) Einzeldenkmal NDSchG                 |    | Weitere Bilder |
| Johannisstraße 32 51° 31′ 59″ N, 9° 55′ 54″ O | Wohnhaus                | Geschützt nach § 3(3) NDSchG                               |    | Weitere Bilder |
| Johannisstraße 33 51° 31′ 59″ N, 9° 55′ 54″ O | Wohnhaus                | Ackerbürgerhaus Geschützt nach § 3(2) Einzeldenkmal NDSchG |    | Weitere Bilder |

### Kornmarkt
| Lage                                    | Bezeichnung             | Beschreibung                               | ID | Bild           |
| --------------------------------------- | ----------------------- | ------------------------------------------ | -- | -------------- |
| Kornmarkt 1 51° 31′ 55″ N, 9° 56′ 7″ O  | Wohn- und Geschäftshaus | Geschützt nach § 3(3) NDSchG               |    | Weitere Bilder |
| Kornmarkt 2 51° 31′ 55″ N, 9° 56′ 8″ O  | Wohn- und Geschäftshaus | Geschützt nach § 3(2) Einzeldenkmal NDSchG |    | Weitere Bilder |
| Kornmarkt 3 51° 31′ 56″ N, 9° 56′ 7″ O  | Wohn- und Geschäftshaus | Geschützt nach § 3(3) NDSchG               |    | Weitere Bilder |
| Kornmarkt 4 51° 31′ 55″ N, 9° 56′ 8″ O  | Wohn- und Geschäftshaus | Geschützt nach § 3(3) NDSchG               |    | Weitere Bilder |
| Kornmarkt 5 51° 31′ 56″ N, 9° 56′ 7″ O  | Wohn- und Geschäftshaus | Geschützt nach § 3(3) NDSchG               |    | Weitere Bilder |
| Kornmarkt 5 51° 31′ 56″ N, 9° 56′ 6″ O  | Hintergebäude           | Geschützt nach § 3(3) NDSchG               |    | Weitere Bilder |
| Kornmarkt 6 51° 31′ 56″ N, 9° 56′ 8″ O  | Wohn- und Geschäftshaus | Geschützt nach § 3(3) NDSchG               |    | Weitere Bilder |
| Kornmarkt 7 51° 31′ 56″ N, 9° 56′ 7″ O  | Wohn- und Geschäftshaus | Geschützt nach § 3(3) NDSchG               |    | Weitere Bilder |
| Kornmarkt 7 51° 31′ 56″ N, 9° 56′ 6″ O  | Hintergebäude           | Geschützt nach § 3(3) NDSchG               |    | Weitere Bilder |
| Kornmarkt 8 51° 31′ 56″ N, 9° 56′ 8″ O  | Wohn- und Geschäftshaus | Geschützt nach § 3(3) NDSchG               |    | Weitere Bilder |
| Kornmarkt 9 51° 31′ 56″ N, 9° 56′ 7″ O  | Wohn- und Geschäftshaus | Geschützt nach § 3(3) NDSchG               |    | Weitere Bilder |
| Kornmarkt 9 51° 31′ 57″ N, 9° 56′ 6″ O  | Hintergebäude           | Geschützt nach § 3(3) NDSchG               |    | Weitere Bilder |
| Kornmarkt 10 51° 31′ 56″ N, 9° 56′ 8″ O | Wohn- und Geschäftshaus | Geschützt nach § 3(3) NDSchG               |    | Weitere Bilder |

### Kurze Straße
| Lage                                       | Bezeichnung                              | Beschreibung                               | ID | Bild           |
| ------------------------------------------ | ---------------------------------------- | ------------------------------------------ | -- | -------------- |
| Kurze Straße 5a 51° 31′ 52″ N, 9° 56′ 9″ O | Wohnhaus                                 | Geschützt nach § 3(3) NDSchG               |    | Weitere Bilder |
| Kurze Straße 6a 51° 31′ 52″ N, 9° 56′ 9″ O | Wohnhaus                                 | Geschützt nach § 3(3) NDSchG               |    | Weitere Bilder |
| Kurze Straße 6 51° 31′ 53″ N, 9° 56′ 9″ O  | Wohnhaus                                 | Geschützt nach § 3(3) NDSchG               |    | Weitere Bilder |
| Kurze Straße 7 51° 31′ 53″ N, 9° 56′ 9″ O  | Wohnhaus                                 | Geschützt nach § 3(3) NDSchG               |    | Weitere Bilder |
| Kurze Straße 8 51° 31′ 53″ N, 9° 56′ 8″ O  | Wohnhaus                                 | Geschützt nach § 3(3) NDSchG               |    | Weitere Bilder |
| Kurze Straße 9 51° 31′ 53″ N, 9° 56′ 8″ O  | Wohnhaus                                 | Geschützt nach § 3(3) NDSchG               |    | Weitere Bilder |
| Kurze Straße 10 51° 31′ 53″ N, 9° 56′ 7″ O | Wohnhaus                                 | Geschützt nach § 3(3) NDSchG               |    | Weitere Bilder |
| Kurze Straße 11 51° 31′ 53″ N, 9° 56′ 8″ O | Wohnhaus                                 | Geschützt nach § 3(3) NDSchG               |    | Weitere Bilder |
| Kurze Straße 12 51° 31′ 53″ N, 9° 56′ 8″ O | Wohnhaus, Ehemals Gasthaus Schwarzer Bär | Geschützt nach § 3(2) Einzeldenkmal NDSchG |    | Weitere Bilder |
| Kurze Straße 13 51° 31′ 52″ N, 9° 56′ 8″ O | Pfarrhaus Sankt Michael                  | Geschützt nach § 3(3) NDSchG               |    | Weitere Bilder |
| Kurze Straße 13 51° 31′ 51″ N, 9° 56′ 8″ O | Kirche Sankt Michael                     | Geschützt nach § 3(3) NDSchG               |    | Weitere Bilder |
| Kurze Straße 14 51° 31′ 51″ N, 9° 56′ 9″ O | Wohnhaus                                 | Geschützt nach § 3(3) NDSchG               |    | Weitere Bilder |
| Kurze Straße 15 51° 31′ 50″ N, 9° 56′ 9″ O | Wohnhaus                                 | Geschützt nach § 3(3) NDSchG               |    | Weitere Bilder |
| Kurze Straße 16 51° 31′ 50″ N, 9° 56′ 9″ O | Wohn und Geschäftshau                    | Geschützt nach § 3(3) NDSchG               |    | Weitere Bilder |
| Kurze Straße 17 51° 31′ 49″ N, 9° 56′ 9″ O | Wohnhaus                                 | Geschützt nach § 3(3) NDSchG               |    | Weitere Bilder |

### Lohmühlenweg
| Lage                                       | Bezeichnung                  | Beschreibung                               | ID | Bild           |
| ------------------------------------------ | ---------------------------- | ------------------------------------------ | -- | -------------- |
| Lohmühlenweg 1 51° 31′ 48″ N, 9° 55′ 54″ O | Wohnhaus, ehemalige Lohmühle | Geschützt nach § 3(2) Einzeldenkmal NDSchG |    | Weitere Bilder |

### Markt
| Lage                               | Bezeichnung                                    | Beschreibung                               | ID | Bild           |
| ---------------------------------- | ---------------------------------------------- | ------------------------------------------ | -- | -------------- |
| Markt 51° 31′ 58″ N, 9° 56′ 7″ O   | Platz                                          | Geschützt nach § 3(3) NDSchG               |    | Weitere Bilder |
| Markt 51° 31′ 58″ N, 9° 56′ 7″ O   | Sogenannter Gänseliesel-Brunnen                | Geschützt nach § 3(2) Einzeldenkmal NDSchG |    | Weitere Bilder |
| Markt 1 51° 31′ 59″ N, 9° 56′ 6″ O | Wohnhaus                                       | Geschützt nach § 3(3) NDSchG               |    | Weitere Bilder |
| Markt 2 51° 31′ 59″ N, 9° 56′ 6″ O | Wohnhaus                                       | Geschützt nach § 3(3) NDSchG               |    | Weitere Bilder |
| Markt 3 51° 31′ 59″ N, 9° 56′ 5″ O | Wohnhaus                                       | Geschützt nach § 3(3) NDSchG               |    | Weitere Bilder |
| Markt 6 51° 31′ 57″ N, 9° 56′ 4″ O | Wohn - und Geschäftshaus, Universitätsapotheke | Geschützt nach § 3(2) Einzeldenkmal NDSchG |    | Weitere Bilder |
| Markt 7 51° 31′ 57″ N, 9° 56′ 5″ O | Wohnhaus                                       | Geschützt nach § 3(3) NDSchG               |    | Weitere Bilder |
| Markt 8 51° 31′ 57″ N, 9° 56′ 6″ O | Wohnhaus                                       | Geschützt nach § 3(3) NDSchG               |    | Weitere Bilder |
| Markt 9 51° 31′ 58″ N, 9° 56′ 5″ O | Altes Rathaus                                  | Geschützt nach § 3(2) Einzeldenkmal NDSchG |    | Weitere Bilder |

### Mühlenstraße
| Lage                                          | Bezeichnung | Beschreibung                 | ID | Bild           |
| --------------------------------------------- | ----------- | ---------------------------- | -- | -------------- |
| Mühlenstraße 1 51° 32′ 7″ N, 9° 55′ 59″ O     | Wohnhaus    | Geschützt nach § 3(3) NDSchG |    | Weitere Bilder |
| Mühlenstraße 1a, b 51° 32′ 7″ N, 9° 55′ 58″ O | Wohnhaus    | Geschützt nach § 3(3) NDSchG |    | Weitere Bilder |
| Mühlenstraße 2 51° 32′ 7″ N, 9° 55′ 58″ O     | Wohnhaus    | Geschützt nach § 3(3) NDSchG |    | Weitere Bilder |
| Mühlenstraße 4 51° 32′ 7″ N, 9° 56′ 3″ O      | Wohnhaus    | Geschützt nach § 3(3) NDSchG |    | Weitere Bilder |
| Mühlenstraße 6 51° 32′ 7″ N, 9° 56′ 3″ O      | Wohnhaus    | Geschützt nach § 3(3) NDSchG |    | Weitere Bilder |

### Neustadt
| Lage                                    | Bezeichnung                         | Beschreibung                                                           | ID | Bild           |
| --------------------------------------- | ----------------------------------- | ---------------------------------------------------------------------- | -- | -------------- |
| Neustadt 1 51° 32′ 4″ N, 9° 55′ 49″ O   | Wohnhaus                            | Eingeschossiger Fachwerkbau Geschützt nach § 3(2) Einzeldenkmal NDSchG |    | Weitere Bilder |
| Neustadt 21 51° 31′ 59″ N, 9° 55′ 48″ O | Gemeindehaus der St. Mariengemeinde | Geschützt nach § 3(3) NDSchG                                           |    | Weitere Bilder |
| Neustadt 21 51° 31′ 58″ N, 9° 55′ 49″ O | Gemeindehaus der St. Mariengemeinde | Geschützt nach § 3(3) NDSchG                                           |    | Weitere Bilder |

### Nikolaikirchhof
| Lage                                            | Bezeichnung             | Beschreibung                                            | ID | Bild           |
| ----------------------------------------------- | ----------------------- | ------------------------------------------------------- | -- | -------------- |
| Nikolaikirchhof 51° 31′ 52″ N, 9° 56′ 3″ O      | Platzfläche             | Ehemaliger Nikolaifriedhof Geschützt nach § 3(3) NDSchG |    |                |
| Nikolaikirchhof 51° 31′ 53″ N, 9° 56′ 2″ O      | St. Nikolai-Kirche      | Geschützt nach § 3(2) Einzeldenkmal NDSchG              |    | Weitere Bilder |
| Nikolaikirchhof 1 51° 31′ 52″ N, 9° 56′ 3″ O    | Wohnhaus                | Geschützt nach § 3(3) NDSchG                            |    | Weitere Bilder |
| Nikolaikirchhof 2 51° 31′ 52″ N, 9° 56′ 3″ O    | Wohnhaus                | Geschützt nach § 3(3) NDSchG                            |    | Weitere Bilder |
| Nikolaikirchhof 3 51° 31′ 52″ N, 9° 56′ 2″ O    | Wohnhaus                | Geschützt nach § 3(3) NDSchG                            |    | Weitere Bilder |
| Nikolaikirchhof 9 51° 31′ 52″ N, 9° 56′ 1″ O    | Wohnhaus                | Geschützt nach § 3(3) NDSchG                            |    | Weitere Bilder |
| Nikolaikirchhof 10 51° 31′ 52″ N, 9° 56′ 1″ O   | Wohnhaus                | Geschützt nach § 3(3) NDSchG                            |    | Weitere Bilder |
| Nikolaikirchhof 11 A 51° 31′ 53″ N, 9° 56′ 1″ O | Wohn- und Geschäftshaus | Geschützt nach § 3(3) NDSchG                            |    | Weitere Bilder |

### Nikolaistraße
| Lage                                         | Bezeichnung                                | Beschreibung                               | ID | Bild           |
| -------------------------------------------- | ------------------------------------------ | ------------------------------------------ | -- | -------------- |
| Nikolaistraße 1b 51° 31′ 49″ N, 9° 56′ 5″ O  | Sogenannte „Alte Fink“                     | Geschützt nach § 3(2) Einzeldenkmal NDSchG |    | Weitere Bilder |
| Nikolaistraße 2-3 51° 31′ 50″ N, 9° 56′ 5″ O | Wohnhaus                                   | Geschützt nach § 3(3) NDSchG               |    | Weitere Bilder |
| Nikolaistraße 5 51° 31′ 51″ N, 9° 56′ 5″ O   | Rückgebäude                                | Geschützt nach § 3(3) NDSchG               |    | BW             |
| Nikolaistraße 12 51° 31′ 52″ N, 9° 56′ 4″ O  | Wohnhaus                                   | Geschützt nach § 3(3) NDSchG               |    | Weitere Bilder |
| Nikolaistraße 15 51° 31′ 54″ N, 9° 56′ 4″ O  | Wohnhaus                                   | Geschützt nach § 3(3) NDSchG               |    | Weitere Bilder |
| Nikolaistraße 16 51° 31′ 54″ N, 9° 56′ 4″ O  | Wohnhaus                                   | Geschützt nach § 3(3) NDSchG               |    | Weitere Bilder |
| Nikolaistraße 18 51° 31′ 54″ N, 9° 56′ 3″ O  | Fassade                                    | Geschützt nach § 3(3) NDSchG               |    | Weitere Bilder |
| Nikolaistraße 19 51° 31′ 52″ N, 9° 56′ 4″ O  | Wohnhaus                                   | Geschützt nach § 3(3) NDSchG               |    | Weitere Bilder |
| Nikolaistraße 20 51° 31′ 51″ N, 9° 56′ 4″ O  | Wohnhaus                                   | Geschützt nach § 3(3) NDSchG               |    | Weitere Bilder |
| Nikolaistraße 21 51° 31′ 51″ N, 9° 56′ 4″ O  | Wohnhaus                                   | Geschützt nach § 3(3) NDSchG               |    | Weitere Bilder |
| Nikolaistraße 22 51° 31′ 51″ N, 9° 56′ 4″ O  | Wohnhaus                                   | Geschützt nach § 3(2) NDSchG               |    | Weitere Bilder |
| Nikolaistraße 23 51° 31′ 50″ N, 9° 56′ 4″ O  | Wohnhaus                                   | Geschützt nach § 3(3) NDSchG               |    | Weitere Bilder |
| Nikolaistraße 24 51° 31′ 50″ N, 9° 56′ 4″ O  | Wohnhaus                                   | Geschützt nach § 3(3) NDSchG               |    | Weitere Bilder |
| Nikolaistraße 25 51° 31′ 50″ N, 9° 56′ 4″ O  | Wohnhaus                                   | Geschützt nach § 3(3) NDSchG               |    | Weitere Bilder |
| Nikolaistraße 26 51° 31′ 50″ N, 9° 56′ 4″ O  | Wohnhaus                                   | Geschützt nach § 3(2) Einzeldenkmal NDSchG |    | Weitere Bilder |
| Nikolaistraße 27 51° 31′ 49″ N, 9° 56′ 4″ O  | Wohnhaus                                   | Geschützt nach § 3(3) NDSchG               |    | Weitere Bilder |
| Nikolaistraße 28 51° 31′ 49″ N, 9° 56′ 4″ O  | Wohnhaus                                   | Geschützt nach § 3(3) NDSchG               |    | Weitere Bilder |
| Nikolaistraße 28a 51° 31′ 48″ N, 9° 56′ 4″ O | Wohnhaus                                   | Geschützt nach § 3(3) NDSchG               |    | Weitere Bilder |
| Nikolaistraße 29 51° 31′ 47″ N, 9° 56′ 4″ O  | Verwaltungsgebäude, Ehemaliges Landratsamt | Geschützt nach § 3(2) Einzeldenkmal NDSchG |    | Weitere Bilder |

### Obere-Masch-Straße
| Lage                                             | Bezeichnung          | Beschreibung | ID | Bild           |
| ------------------------------------------------ | -------------------- | --- | -- | -------------- |
| Obere-Masch-Straße 5 51° 32′ 8″ N, 9° 55′ 53″ O  | Wohnhaus             | Geschützt nach § 3(3) NDSchG |    | Weitere Bilder |
| Obere-Masch-Straße 6 51° 32′ 8″ N, 9° 55′ 53″ O  | Wohnhaus             | Geschützt nach § 3(3) NDSchG |    | Weitere Bilder |
| Obere-Masch-Straße 7 51° 32′ 9″ N, 9° 55′ 53″ O  | Wohnhaus             | Geschützt nach § 3(3) NDSchG |    | Weitere Bilder |
| Obere-Masch-Straße 9 51° 32′ 11″ N, 9° 55′ 54″ O | Ehemaliges Gefängnis | Justizvollzugsanstalt Göttingen, erbaut 1836. Leerstand seit 2007. Verkaufsangebot 2024. Geschützt nach § 3(2) Einzeldenkmal NDSchG |    | Weitere Bilder |
| Obere-Masch-Straße 15 51° 32′ 8″ N, 9° 55′ 52″ O | Wohnhaus             | Geschützt nach § 3(3) NDSchG |    | Weitere Bilder |
| Obere-Masch-Straße 16 51° 32′ 8″ N, 9° 55′ 52″ O | Wohnhaus             | Geschützt nach § 3(3) NDSchG |    | Weitere Bilder |
| Obere-Masch-Straße 16 51° 32′ 8″ N, 9° 55′ 51″ O | Hinterhaus           | Geschützt nach § 3(3) NDSchG |    | Weitere Bilder |
| Obere-Masch-Straße 22 51° 32′ 6″ N, 9° 55′ 51″ O | Wohnhaus             | Geschützt nach § 3(3) NDSchG |    | Weitere Bilder |

### Papendiek
| Lage                                                         | Bezeichnung                          | Beschreibung                                                                                     | ID | Bild           |
| ------------------------------------------------------------ | ------------------------------------ | ------------------------------------------------------------------------------------------------ | -- | -------------- |
| Papendiek 1 51° 31′ 57″ N, 9° 55′ 52″ O                      | Wohn- und Geschäftshaus              | Geschützt nach § 3(3) NDSchG                                                                     |    | Weitere Bilder |
| Papendiek 2 51° 31′ 57″ N, 9° 55′ 52″ O                      | Wohnhaus                             | Geschützt nach § 3(3) NDSchG                                                                     |    | Weitere Bilder |
| Papendiek 6 51° 31′ 57″ N, 9° 55′ 52″ O                      | Wohnhaus                             | Geschützt nach § 3(3) NDSchG                                                                     |    | Weitere Bilder |
| Papendiek 7 51° 31′ 58″ N, 9° 55′ 53″ O                      | Wohnhaus                             | Geschützt nach § 3(3) NDSchG                                                                     |    | Weitere Bilder |
| Papendiek 9 51° 31′ 58″ N, 9° 55′ 54″ O                      | Wohnhaus                             | Geschützt nach § 3(3) NDSchG                                                                     |    | Weitere Bilder |
| Papendiek 10 51° 31′ 58″ N, 9° 55′ 54″ O                     | Wohnhaus                             | Geschützt nach § 3(2) Einzeldenkmal NDSchG                                                       |    | Weitere Bilder |
| Papendiek 11 51° 31′ 59″ N, 9° 55′ 54″ O                     | Wohnhaus                             | Geschützt nach § 3(3) NDSchG                                                                     |    | Weitere Bilder |
| Papendiek 12 51° 31′ 59″ N, 9° 55′ 54″ O                     | Wohnhaus                             | Geschützt nach § 3(3) NDSchG                                                                     |    | Weitere Bilder |
| Papendiek 13 51° 32′ 0″ N, 9° 55′ 54″ O                      | Wohnhaus                             | Geschützt nach § 3(3) NDSchG                                                                     |    | Weitere Bilder |
| Papendiek 14 51° 32′ 1″ N, 9° 55′ 55″ O                      | Paulinerkirche                       | Geschützt nach § 3(2) Einzeldenkmal NDSchG                                                       |    | Weitere Bilder |
| Papendiek, Paulinerstraße 51° 32′ 0″ N, 9° 55′ 55″ O         | Platz südlich der Paulinerkirche     | Geschützt nach § 3(3) NDSchG                                                                     |    |                |
| Papendiek 14 51° 32′ 2″ N, 9° 55′ 56″ O                      | Bibliotheksgebäude                   | Gebäude einschließlich Vorplatz zur Straße Papendiek und Innenhöfen Geschützt nach § 3(3) NDSchG |    | Weitere Bilder |
| Papendiek 15 51° 32′ 3″ N, 9° 55′ 55″ O                      | Bibliotheksgebäude                   | Geschützt nach § 3(2) Einzeldenkmal NDSchG                                                       |    | Weitere Bilder |
| Papendiek 16 51° 32′ 2″ N, 9° 55′ 54″ O                      | Wohnhaus                             | Geschützt nach § 3(2) Einzeldenkmal NDSchG                                                       |    | Weitere Bilder |
| Papendiek 16 51° 32′ 3″ N, 9° 55′ 54″ O                      | Gartenhaus                           | Geschützt nach § 3(2) Einzeldenkmal NDSchG                                                       |    | Weitere Bilder |
| Papendiek 16a 51° 32′ 2″ N, 9° 55′ 54″ O                     | Wohnhaus                             | Geschützt nach § 3(3) NDSchG                                                                     |    | Weitere Bilder |
| Papendiek 17, Petrosilienstraße 1 51° 32′ 1″ N, 9° 55′ 53″ O | Ehemalige Scharffsche Tuchmanufaktur | Geschützt nach § 3(3) NDSchG                                                                     |    | Weitere Bilder |
| Papendiek 18 51° 32′ 0″ N, 9° 55′ 53″ O                      | Wohnhaus                             | Geschützt nach § 3(3) NDSchG                                                                     |    | Weitere Bilder |
| Papendiek 19 51° 32′ 0″ N, 9° 55′ 53″ O                      | Wohnhaus                             | Geschützt nach § 3(3) NDSchG                                                                     |    | Weitere Bilder |
| Papendiek 20 51° 32′ 0″ N, 9° 55′ 53″ O                      | Wohnhaus                             | Geschützt nach § 3(3) NDSchG                                                                     |    | Weitere Bilder |
| Papendiek 21 51° 32′ 0″ N, 9° 55′ 53″ O                      | Wohnhaus                             | Geschützt nach § 3(3) NDSchG                                                                     |    | Weitere Bilder |
| Papendiek 22 51° 31′ 59″ N, 9° 55′ 53″ O                     | Wohnhaus                             | Geschützt nach § 3(3) NDSchG                                                                     |    | Weitere Bilder |
| Papendiek 23 51° 31′ 59″ N, 9° 55′ 53″ O                     | Wohnhaus                             | Geschützt nach § 3(3) NDSchG                                                                     |    | Weitere Bilder |
| Papendiek 27 51° 31′ 58″ N, 9° 55′ 53″ O                     | Wohn- und Geschäftshaus              | Geschützt nach § 3(3) NDSchG                                                                     |    | Weitere Bilder |
| Papendiek 28 51° 31′ 58″ N, 9° 55′ 53″ O                     | Wohnhaus                             | Geschützt nach § 3(3) NDSchG                                                                     |    | Weitere Bilder |
| Papendiek 29 51° 31′ 58″ N, 9° 55′ 52″ O                     | Wohnhaus                             | Geschützt nach § 3(3) NDSchG                                                                     |    | Weitere Bilder |
| Papendiek 30 51° 31′ 57″ N, 9° 55′ 52″ O                     | Wohnhaus                             | Geschützt nach § 3(3) NDSchG                                                                     |    | Weitere Bilder |
| Papendiek 33 51° 31′ 57″ N, 9° 55′ 51″ O                     | Wohnhaus                             | Geschützt nach § 3(3) NDSchG                                                                     |    | Weitere Bilder |

### Paulinerstraße
| Lage                                            | Bezeichnung                               | Beschreibung                               | ID | Bild           |
| ----------------------------------------------- | ----------------------------------------- | ------------------------------------------ | -- | -------------- |
| Paulinerstraße 1 51° 32′ 0″ N, 9° 55′ 54″ O     | Wohnhaus                                  | Geschützt nach § 3(2) NDSchG               |    | Weitere Bilder |
| Paulinerstraße 2 51° 32′ 0″ N, 9° 55′ 55″ O     | Wohnhaus                                  | Geschützt nach § 3(2) NDSchG               |    | Weitere Bilder |
| Paulinerstraße 3 51° 32′ 0″ N, 9° 55′ 55″ O     | Wohnhaus                                  | Geschützt nach § 3(2) NDSchG               |    | Weitere Bilder |
| Paulinerstraße 4 51° 32′ 0″ N, 9° 55′ 56″ O     | Wohnhaus                                  | Geschützt nach § 3(2) NDSchG               |    | Weitere Bilder |
| Paulinerstraße 5 51° 32′ 0″ N, 9° 55′ 57″ O     | Wohnhaus                                  | Geschützt nach § 3(2) NDSchG               |    | Weitere Bilder |
| Paulinerstraße 6 51° 32′ 0″ N, 9° 55′ 57″ O     | Wohnhaus                                  | Geschützt nach § 3(2) NDSchG               |    | Weitere Bilder |
| Paulinerstraße 7 51° 32′ 0″ N, 9° 55′ 58″ O     | Wohnhaus                                  | Geschützt nach § 3(2) NDSchG               |    | Weitere Bilder |
| Paulinerstraße 8 51° 32′ 0″ N, 9° 55′ 58″ O     | Wohnhaus                                  | Geschützt nach § 3(2) NDSchG               |    | Weitere Bilder |
| Paulinerstraße 9 51° 32′ 0″ N, 9° 55′ 58″ O     | Wohnhaus                                  | Geschützt nach § 3(2) NDSchG               |    | Weitere Bilder |
| Paulinerstraße 10 51° 32′ 0″ N, 9° 56′ 4″ O     | Fassade                                   | Geschützt nach § 3(3) NDSchG               |    | Weitere Bilder |
| Paulinerstraße 13 51° 32′ 0″ N, 9° 56′ 3″ O     | Wohnhaus                                  | Geschützt nach § 3(3) NDSchG               |    | Weitere Bilder |
| Paulinerstraße 14 51° 32′ 0″ N, 9° 56′ 0″ O     | Verwaltungsgebäude, sogenanntes Stadthaus | Geschützt nach § 3(3) NDSchG               |    | Weitere Bilder |
| Paulinerstraße 19-21 51° 32′ 1″ N, 9° 55′ 59″ O | Bibliotheksmagazin                        | Geschützt nach § 3(2) Einzeldenkmal NDSchG |    | Weitere Bilder |

### Petrosilienstraße
| Lage                                                                   | Bezeichnung             | Beschreibung                                            | ID       | Bild           |
| ---------------------------------------------------------------------- | ----------------------- | ------------------------------------------------------- | -------- | -------------- |
| Petrosilienstraße 1, Papendiek 17 zugehörig 51° 32′ 1″ N, 9° 55′ 53″ O | Wohn- und Geschäftshaus | Scharffsche Tuchmanufaktur Geschützt nach § 3(3) NDSchG | 35860116 | Weitere Bilder |

### Platz der Synagoge
| Lage                                           | Bezeichnung | Beschreibung | ID       | Bild           |
| ---------------------------------------------- | ----------- | --- | -------- | -------------- |
| Platz der Synagoge 51° 32′ 11″ N, 9° 55′ 52″ O | Mahnmal     | Mahnmal auf dem Grundstück der 1938 niedergebrannten Göttinger Synagoge, Entwurf 1970 von Corrado Cagli, Einweihung 1973. Geschützt nach § 3(2) NDSchG | 48409422 | Weitere Bilder |

### Prinzenstraße
| Lage                                          | Bezeichnung                          | Beschreibung                               | ID | Bild           |
| --------------------------------------------- | ------------------------------------ | ------------------------------------------ | -- | -------------- |
| Prinzenstraße 1 51° 32′ 3″ N, 9° 55′ 56″ O    | Bibliotheksgebäude                   | Geschützt nach § 3(2) Einzelgebäude NDSchG |    | Weitere Bilder |
| Prinzenstraße 2 51° 32′ 3″ N, 9° 55′ 59″ O    | Bankgebäude                          | Geschützt nach § 3(3) NDSchG               |    | Weitere Bilder |
| Prinzenstraße 3 51° 32′ 3″ N, 9° 56′ 0″ O     | Wohnhaus                             | Geschützt nach § 3(3) NDSchG               |    | Weitere Bilder |
| Prinzenstraße 4 51° 32′ 3″ N, 9° 56′ 3″ O     | Wohnhaus                             | Geschützt nach § 3(3) NDSchG               |    | Weitere Bilder |
| Prinzenstraße 7 51° 32′ 4″ N, 9° 56′ 5″ O     | Wohnhaus                             | Geschützt nach § 3(3) NDSchG               |    | Weitere Bilder |
| Prinzenstraße 8 51° 32′ 4″ N, 9° 56′ 5″ O     | Wohnhaus                             | Geschützt nach § 3(3) NDSchG               |    | Weitere Bilder |
| Prinzenstraße 10/12 51° 32′ 4″ N, 9° 56′ 4″ O | Wohnhaus                             | Geschützt nach § 3(3) NDSchG               |    | Weitere Bilder |
| Prinzenstraße 13 51° 32′ 4″ N, 9° 56′ 3″ O    | Fassade des ehemaligen Capitol-Kinos | Geschützt nach § 3(3) NDSchG               |    | Weitere Bilder |
| Prinzenstraße 14 51° 32′ 4″ N, 9° 56′ 1″ O    | Wohnhaus                             | Geschützt nach § 3(3) NDSchG               |    | Weitere Bilder |
| Prinzenstraße 15 51° 32′ 4″ N, 9° 56′ 1″ O    | Wohnhaus                             | Geschützt nach § 3(3) NDSchG               |    | Weitere Bilder |
| Prinzenstraße 16 51° 32′ 4″ N, 9° 56′ 0″ O    | Wohnhaus                             | Geschützt nach § 3(2) Einzeldenkmal NDSchG |    | Weitere Bilder |
| Prinzenstraße 17 51° 32′ 4″ N, 9° 56′ 0″ O    | Wohnhaus                             | Geschützt nach § 3(3) NDSchG               |    | Weitere Bilder |
| Prinzenstraße 20 51° 32′ 4″ N, 9° 55′ 58″ O   | Wohnhaus                             | Geschützt nach § 3(3) NDSchG               |    | Weitere Bilder |
| Prinzenstraße 21 51° 32′ 4″ N, 9° 55′ 57″ O   | Sogenanntes Michaelishaus            | Geschützt nach § 3(2) Einzeldenkmal NDSchG |    | Weitere Bilder |
| Prinzenstraße 21a 51° 32′ 5″ N, 9° 55′ 57″ O  | Sogenanntes Michaelishaus            | Geschützt nach § 3(2) Einzeldenkmal NDSchG |    | Weitere Bilder |

### Reitstallstraße
| Lage                                          | Bezeichnung | Beschreibung                 | ID | Bild           |
| --------------------------------------------- | ----------- | ---------------------------- | -- | -------------- |
| Reitstallstraße 2 51° 32′ 12″ N, 9° 55′ 59″ O | Wohnhaus    | Geschützt nach § 3(3) NDSchG |    | Weitere Bilder |
| Reitstallstraße 3 51° 32′ 12″ N, 9° 56′ 0″ O  | Wohnhaus    | Geschützt nach § 3(3) NDSchG |    | Weitere Bilder |
| Reitstallstraße 4 51° 32′ 13″ N, 9° 56′ 0″ O  | Wohnhaus    | Geschützt nach § 3(3) NDSchG |    | Weitere Bilder |

### Stumpfebiel
| Lage                                     | Bezeichnung                    | Beschreibung                 | ID | Bild           |
| ---------------------------------------- | ------------------------------ | ---------------------------- | -- | -------------- |
| Stumpfebiel 2a 51° 32′ 8″ N, 9° 56′ 1″ O | Ehemaliges Theologisches Stift | Geschützt nach § 3(2) NDSchG |    | Weitere Bilder |
| Stumpfebiel 2 51° 32′ 7″ N, 9° 56′ 1″ O  | Ehemaliges Theologisches Stift | Geschützt nach § 3(2) NDSchG |    | Weitere Bilder |
| Stumpfebiel 3 51° 32′ 6″ N, 9° 56′ 1″ O  | Wohnhaus                       | Geschützt nach § 3(2) NDSchG |    | Weitere Bilder |
| Stumpfebiel 4 51° 32′ 6″ N, 9° 56′ 1″ O  | Wohnhaus                       | Geschützt nach § 3(2) NDSchG |    | Weitere Bilder |
| Stumpfebiel 5 51° 32′ 6″ N, 9° 56′ 1″ O  | Wohnhaus                       | Geschützt nach § 3(2) NDSchG |    | Weitere Bilder |
| Stumpfebiel 6 51° 32′ 6″ N, 9° 56′ 1″ O  | Wohnhaus                       | Geschützt nach § 3(2) NDSchG |    | Weitere Bilder |

### Turmstraße
| Lage                                     | Bezeichnung  | Beschreibung                               | ID | Bild           |
| ---------------------------------------- | ------------ | ------------------------------------------ | -- | -------------- |
| Turmstraße 3a 51° 31′ 49″ N, 9° 56′ 3″ O | Wohnhaus     | Geschützt nach § 3(2) Einzeldenkmal NDSchG |    |                |
| Turmstraße 6 51° 31′ 51″ N, 9° 56′ 7″ O  | Wohnhaus     | Geschützt nach § 3(3) NDSchG               |    |                |
| Turmstraße 7 51° 31′ 50″ N, 9° 56′ 7″ O  | Nebengebäude | Geschützt nach § 3(3) NDSchG               |    | Weitere Bilder |

### Untere-Masch-Straße
| Lage                                                | Bezeichnung             | Beschreibung                               | ID | Bild           |
| --------------------------------------------------- | ----------------------- | ------------------------------------------ | -- | -------------- |
| Untere-Masch-Straße 1 51° 32′ 7″ N, 9° 55′ 46″ O    | Wohnhaus                | Geschützt nach § 3(3) NDSchG               |    | Weitere Bilder |
| Untere-Masch-Straße 2 51° 32′ 7″ N, 9° 55′ 47″ O    | Wohnhaus                | Geschützt nach § 3(3) NDSchG               |    | Weitere Bilder |
| Untere-Masch-Straße 3 51° 32′ 7″ N, 9° 55′ 47″ O    | Wohnhaus                | Geschützt nach § 3(2) Einzeldenkmal NDSchG |    | Weitere Bilder |
| Untere-Masch-Straße 4 51° 32′ 8″ N, 9° 55′ 47″ O    | Wohnhaus                | Geschützt nach § 3(2) Einzeldenkmal NDSchG |    | Weitere Bilder |
| Untere-Masch-Straße 5 51° 32′ 8″ N, 9° 55′ 48″ O    | Wohnhaus                | Geschützt nach § 3(3) NDSchG               |    | Weitere Bilder |
| Untere-Masch-Straße 6 51° 32′ 8″ N, 9° 55′ 48″ O    | Wohnhaus                | Geschützt nach § 3(3) NDSchG               |    | Weitere Bilder |
| Untere-Masch-Straße 7 51° 32′ 9″ N, 9° 55′ 48″ O    | Wohnhaus                | Geschützt nach § 3(3) NDSchG               |    | Weitere Bilder |
| Untere-Masch-Straße 7 51° 32′ 8″ N, 9° 55′ 49″ O    | Hinterhaus              | Geschützt nach § 3(3) NDSchG               |    | Weitere Bilder |
| Untere-Masch-Straße 13b 51° 32′ 12″ N, 9° 55′ 52″ O | Wohnhaus                | Geschützt nach § 3(2) Einzeldenkmal NDSchG |    | Weitere Bilder |
| Untere-Masch-Straße 26 51° 32′ 8″ N, 9° 55′ 46″ O   | Wohnhaus                | Geschützt nach § 3(3) NDSchG               |    | Weitere Bilder |
| Untere-Masch-Straße 27 51° 32′ 7″ N, 9° 55′ 45″ O   | Wohn- und Geschäftshaus | Geschützt nach § 3(2) Einzeldenkmal NDSchG |    | Weitere Bilder |
| Untere-Masch-Straße 28 51° 32′ 7″ N, 9° 55′ 45″ O   | Wohnhaus                | Geschützt nach § 3(3) NDSchG               |    | Weitere Bilder |

### Waageplatz
| Lage                                     | Bezeichnung                                                 | Beschreibung                               | ID | Bild           |
| ---------------------------------------- | ----------------------------------------------------------- | ------------------------------------------ | -- | -------------- |
| Waageplatz 51° 32′ 11″ N, 9° 55′ 56″ O   | Platz                                                       | Geschützt nach § 3(3) NDSchG               |    | Weitere Bilder |
| Waageplatz 7 51° 32′ 11″ N, 9° 55′ 55″ O | Ehemaliges kgl. Hann. Obergericht, jetzt Staatsanwaltschaft | Geschützt nach § 3(2) Einzeldenkmal NDSchG |    | Weitere Bilder |

### Weender Straße
| Lage                                          | Bezeichnung                                      | Beschreibung                                   | ID | Bild           |
| --------------------------------------------- | ------------------------------------------------ | ---------------------------------------------- | -- | -------------- |
| Weender Straße 11 51° 32′ 0″ N, 9° 56′ 6″ O   | Wohnhaus                                         | Geschützt nach § 3 Abs. 3 NDSchG               |    | Weitere Bilder |
| Weender Straße 13 51° 32′ 0″ N, 9° 56′ 6″ O   | Fassade                                          | Geschützt nach § 3(3) NDSchG                   |    | Weitere Bilder |
| Weender Straße 15 51° 32′ 1″ N, 9° 56′ 6″ O   | Fassade                                          | Geschützt nach § 3(3) NDSchG                   |    | Weitere Bilder |
| Weender Straße 17 51° 32′ 1″ N, 9° 56′ 6″ O   | Wohn- und Geschäftshaus                          | Geschützt nach § 3(3) NDSchG                   |    | Weitere Bilder |
| Weender Straße 19 51° 32′ 2″ N, 9° 56′ 6″ O   | Fassade                                          | Geschützt nach § 3(3) NDSchG                   |    | Weitere Bilder |
| Weender Straße 20 51° 31′ 58″ N, 9° 56′ 8″ O  | Wohnhaus                                         | Geschützt nach § 3(2) Einzeldenkmal NDSchG     |    | Weitere Bilder |
| Weender Straße 21 51° 32′ 2″ N, 9° 56′ 6″ O   | Wohn- und Geschäftshaus                          | Geschützt nach § 3(3) NDSchG                   |    | Weitere Bilder |
| Weender Straße 22 51° 31′ 58″ N, 9° 56′ 8″ O  | Wohn- und Geschäftshaus                          | Geschützt nach § 3(2) Einzeldenkmal NDSchG     |    | Weitere Bilder |
| Weender Straße 23 51° 32′ 2″ N, 9° 56′ 6″ O   | Wohn- und Geschäftshaus                          | Geschützt nach § 3(3) NDSchG                   |    | Weitere Bilder |
| Weender Straße 24 51° 31′ 59″ N, 9° 56′ 8″ O  | Wohn- und Geschäftshaus                          | Geschützt nach § 3(3) NDSchG                   |    | Weitere Bilder |
| Weender Straße 25 51° 32′ 3″ N, 9° 56′ 6″ O   | Wohn- und Geschäftshaus                          | Geschützt nach § 3(3) NDSchG                   |    | Weitere Bilder |
| Weender Straße 26 51° 31′ 59″ N, 9° 56′ 8″ O  | Wohn- und Geschäftshaus                          | Geschützt nach § 3(3) NDSchG                   |    | Weitere Bilder |
| Weender Straße 27 51° 32′ 3″ N, 9° 56′ 6″ O   | Wohn- und Geschäftshaus                          | Geschützt nach § 3(3) NDSchG                   |    | Weitere Bilder |
| Weender Straße 29 51° 32′ 4″ N, 9° 56′ 6″ O   | Wohn- und Geschäftshaus                          | Geschützt nach § 3(3) NDSchG                   |    | Weitere Bilder |
| Weender Straße 30 51° 32′ 0″ N, 9° 56′ 8″ O   | Wohn- und Geschäftshaus, sogenannte Ratsapotheke | Geschützt nach § 3 Abs. 2 Einzeldenkmal NDSchG |    | Weitere Bilder |
| Weender Straße 31 51° 32′ 4″ N, 9° 56′ 6″ O   | Wohn- und Geschäftshaus                          | Geschützt nach § 3 Abs. 3 NDSchG               |    | Weitere Bilder |
| Weender Straße 32 51° 32′ 0″ N, 9° 56′ 8″ O   | Wohn- und Geschäftshaus                          | Geschützt nach § 3(3) NDSchG                   |    | Weitere Bilder |
| Weender Straße 33 51° 32′ 4″ N, 9° 56′ 6″ O   | Wohnhaus                                         | Geschützt nach § 3(3) NDSchG                   |    | Weitere Bilder |
| Weender Straße 34 51° 32′ 1″ N, 9° 56′ 8″ O   | Wohn- und Geschäftshaus                          | Geschützt nach § 3(3) NDSchG                   |    | Weitere Bilder |
| Weender Straße 35 51° 32′ 5″ N, 9° 56′ 6″ O   | Wohnhaus                                         | Geschützt nach § 3(3) NDSchG                   |    | Weitere Bilder |
| Weender Straße 35 51° 32′ 5″ N, 9° 56′ 5″ O   | Hinterhaus                                       | Geschützt nach § 3(3) NDSchG                   |    | Weitere Bilder |
| Weender Straße 36 51° 32′ 1″ N, 9° 56′ 8″ O   | Fassade eine Geschäftshauses                     | Geschützt nach § 3(3) NDSchG                   |    | Weitere Bilder |
| Weender Straße 37 51° 32′ 5″ N, 9° 56′ 6″ O   | Wohnhaus                                         | Geschützt nach § 3(3) NDSchG                   |    | Weitere Bilder |
| Weender Straße 39 51° 32′ 5″ N, 9° 56′ 6″ O   | Wohnhaus                                         | Geschützt nach § 3(3) NDSchG                   |    | Weitere Bilder |
| Weender Straße 41 51° 32′ 5″ N, 9° 56′ 6″ O   | Wohnhaus                                         | Geschützt nach § 3(2) Einzeldenkmal NDSchG     |    | Weitere Bilder |
| Weender Straße 42 51° 32′ 2″ N, 9° 56′ 8″ O   | Wohnhaus                                         | Geschützt nach § 3(3) NDSchG                   |    | Weitere Bilder |
| Weender Straße 43 51° 32′ 6″ N, 9° 56′ 6″ O   | Wohnhaus                                         | Geschützt nach § 3(3) NDSchG                   |    | Weitere Bilder |
| Weender Straße 45 51° 32′ 6″ N, 9° 56′ 6″ O   | Wohnhaus                                         | Geschützt nach § 3(3) NDSchG                   |    | Weitere Bilder |
| Weender Straße 47 51° 32′ 6″ N, 9° 56′ 6″ O   | Wohn- und Geschäftshaus                          | Geschützt nach § 3(3) NDSchG                   |    | Weitere Bilder |
| Weender Straße 47 51° 32′ 6″ N, 9° 56′ 5″ O   | Hinterhaus                                       | Geschützt nach § 3(3) NDSchG                   |    | Weitere Bilder |
| Weender Straße 48 51° 32′ 3″ N, 9° 56′ 8″ O   | Wohn- und Geschäftshaus                          | Geschützt nach § 3(3) NDSchG                   |    | Weitere Bilder |
| Weender Straße 49 51° 32′ 7″ N, 9° 56′ 5″ O   | Wohn- und Geschäftshaus                          | Geschützt nach § 3(3) NDSchG                   |    | Weitere Bilder |
| Weender Straße 49 51° 32′ 7″ N, 9° 56′ 4″ O   | Hinterhaus                                       | Geschützt nach § 3(3) NDSchG                   |    | Weitere Bilder |
| Weender Straße 50 51° 32′ 3″ N, 9° 56′ 8″ O   | Wohn- und Geschäftshaus                          | Geschützt nach § 3(3) NDSchG                   |    | Weitere Bilder |
| Weender Straße 51 51° 32′ 7″ N, 9° 56′ 5″ O   | Wohn- und Geschäftshaus                          | Geschützt nach § 3(3) NDSchG                   |    | Weitere Bilder |
| Weender Straße 52 51° 32′ 4″ N, 9° 56′ 8″ O   | Wohn- und Geschäftshaus                          | Geschützt nach § 3(3) NDSchG                   |    | Weitere Bilder |
| Weender Straße 53 51° 32′ 7″ N, 9° 56′ 5″ O   | Wohn- und Geschäftshaus                          | Geschützt nach § 3(3) NDSchG                   |    | Weitere Bilder |
| Weender Straße 54 51° 32′ 4″ N, 9° 56′ 7″ O   | Wohn- und Geschäftshaus                          | Geschützt nach § 3(3) NDSchG                   |    | Weitere Bilder |
| Weender Straße 55 51° 32′ 8″ N, 9° 56′ 5″ O   | Wohn- und Geschäftshaus                          | Geschützt nach § 3(3) NDSchG                   |    | Weitere Bilder |
| Weender Straße 56 51° 32′ 5″ N, 9° 56′ 8″ O   | Wohn- und Geschäftshaus                          | Geschützt nach § 3(3) NDSchG                   |    | Weitere Bilder |
| Weender Straße 56 51° 32′ 5″ N, 9° 56′ 7″ O   | Hinterhaus                                       | Geschützt nach § 3(3) NDSchG                   |    | Weitere Bilder |
| Weender Straße 57 51° 32′ 8″ N, 9° 56′ 5″ O   | Wohn- und Geschäftshaus                          | Geschützt nach § 3(3) NDSchG                   |    | Weitere Bilder |
| Weender Straße 57 51° 32′ 8″ N, 9° 56′ 4″ O   | Hinterhaus                                       | Geschützt nach § 3(3) NDSchG                   |    | Weitere Bilder |
| Weender Straße 58 51° 32′ 5″ N, 9° 56′ 7″ O   | Wohn- und Geschäftshaus                          | Geschützt nach § 3(3) NDSchG                   |    | Weitere Bilder |
| Weender Straße 58 51° 32′ 5″ N, 9° 56′ 8″ O   | Saalbau, Ehemals Bödeckescher Saal               | Geschützt nach § 3(3) NDSchG                   |    | Weitere Bilder |
| Weender Straße 59 51° 32′ 8″ N, 9° 56′ 5″ O   | Wohn- und Geschäftshaus                          | Geschützt nach § 3(3) NDSchG                   |    | Weitere Bilder |
| Weender Straße 60 51° 32′ 7″ N, 9° 56′ 7″ O   | Wohn- und Geschäftshaus                          | Geschützt nach § 3(3) NDSchG                   |    | Weitere Bilder |
| Weender Straße 61 51° 32′ 9″ N, 9° 56′ 5″ O   | Wohn- und Geschäftshaus                          | Geschützt nach § 3(3) NDSchG                   |    | Weitere Bilder |
| Weender Straße 62 51° 32′ 7″ N, 9° 56′ 7″ O   | Wohn- und Geschäftshaus                          | Geschützt nach § 3(2) Einzeldenkmal NDSchG     |    | Weitere Bilder |
| Weender Straße 63 51° 32′ 9″ N, 9° 56′ 5″ O   | Fassade eines Wohn- und Geschäftshauses          | Geschützt nach § 3(3) NDSchG                   |    | Weitere Bilder |
| Weender Straße 64 51° 32′ 8″ N, 9° 56′ 7″ O   | Wohn- und Geschäftshaus                          | Geschützt nach § 3(3) NDSchG                   |    | Weitere Bilder |
| Weender Straße 66 51° 32′ 8″ N, 9° 56′ 6″ O   | Wohn- und Geschäftshaus                          | Geschützt nach § 3(3) NDSchG                   |    | Weitere Bilder |
| Weender Straße 68 51° 32′ 8″ N, 9° 56′ 6″ O   | Wohn- und Geschäftshaus                          | Geschützt nach § 3(3) NDSchG                   |    | Weitere Bilder |
| Weender Straße 70 51° 32′ 8″ N, 9° 56′ 6″ O   | Wohn- und Geschäftshaus                          | Geschützt nach § 3(3) NDSchG                   |    | Weitere Bilder |
| Weender Straße 72 51° 32′ 9″ N, 9° 56′ 6″ O   | Fassade                                          | Geschützt nach § 3(3) NDSchG                   |    | Weitere Bilder |
| Weender Straße 74 51° 32′ 9″ N, 9° 56′ 6″ O   | Fassade                                          | Geschützt nach § 3(3) NDSchG                   |    | Weitere Bilder |
| Weender Straße 76 51° 32′ 9″ N, 9° 56′ 6″ O   | Wohn- und Geschäftshaus                          | Geschützt nach § 3(3) NDSchG                   |    | Weitere Bilder |
| Weender Straße 78 51° 32′ 10″ N, 9° 56′ 6″ O  | Wohnhaus                                         | Geschützt nach § 3(2) Einzeldenkmal NDSchG     |    | Weitere Bilder |
| Weender Straße 84 51° 32′ 12″ N, 9° 56′ 5″ O  | Wohnhaus                                         | Geschützt nach § 3(2) Einzeldenkmal NDSchG     |    | Weitere Bilder |
| Weender Straße 85 51° 32′ 14″ N, 9° 56′ 3″ O  | Wohnhaus                                         | Geschützt nach § 3(3) NDSchG                   |    | Weitere Bilder |
| Weender Straße 86 51° 32′ 12″ N, 9° 56′ 5″ O  | Wohnhaus                                         | Geschützt nach § 3(3) NDSchG                   |    | Weitere Bilder |
| Weender Straße 87 51° 32′ 15″ N, 9° 56′ 3″ O  | Wohnhaus, sogenanntes Dürerhaus                  | Geschützt nach § 3(2) Einzeldenkmal NDSchG     |    | Weitere Bilder |
| Weender Straße 87 51° 32′ 15″ N, 9° 56′ 2″ O  | Hinterhaus                                       | Geschützt nach § 3(2) Einzeldenkmal NDSchG     |    | Weitere Bilder |
| Weender Straße 94 51° 32′ 14″ N, 9° 56′ 4″ O  | Wohn- und Geschäftshaus                          | Geschützt nach § 3(3) NDSchG                   |    | Weitere Bilder |
| Weender Straße 96 51° 32′ 14″ N, 9° 56′ 4″ O  | Wohn- und Geschäftshaus                          | Geschützt nach § 3(3) NDSchG                   |    | Weitere Bilder |
| Weender Straße 96 51° 32′ 14″ N, 9° 56′ 5″ O  | Hinterhaus                                       | Geschützt nach § 3(3) NDSchG                   |    | Weitere Bilder |
| Weender Straße 96 51° 32′ 14″ N, 9° 56′ 5″ O  | Hinterhaus                                       | Geschützt nach § 3(3) NDSchG                   |    | Weitere Bilder |
| Weender Straße 98 51° 32′ 14″ N, 9° 56′ 4″ O  | Wohn- und Geschäftshaus                          | Geschützt nach § 3(3) NDSchG                   |    | Weitere Bilder |
| Weender Straße 100 51° 32′ 14″ N, 9° 56′ 4″ O | Wohn- und Geschäftshaus                          | Geschützt nach § 3(3) NDSchG                   |    | Weitere Bilder |
| Weender Straße 100 51° 32′ 14″ N, 9° 56′ 5″ O | Seitenflügel                                     | Geschützt nach § 3(3) NDSchG                   |    | Weitere Bilder |
| Weender Straße 100 51° 32′ 15″ N, 9° 56′ 5″ O | Hinterhaus                                       | Geschützt nach § 3(3) NDSchG                   |    | Weitere Bilder |
| Weender Straße 102 51° 32′ 15″ N, 9° 56′ 4″ O | Wohn- und Geschäftshaus                          | Geschützt nach § 3(3) NDSchG                   |    | Weitere Bilder |
| Weender Straße 102 51° 32′ 15″ N, 9° 56′ 5″ O | Hinterhaus                                       | Geschützt nach § 3(3) NDSchG                   |    | Weitere Bilder |
| Weender Straße 104 51° 32′ 15″ N, 9° 56′ 4″ O | Wohn- und Geschäftshaus                          | Geschützt nach § 3(3) NDSchG                   |    | Weitere Bilder |
| Weender Straße 104 51° 32′ 15″ N, 9° 56′ 5″ O | Hinterhaus                                       | Geschützt nach § 3(3) NDSchG                   |    | Weitere Bilder |
| Weender Straße 106 51° 32′ 15″ N, 9° 56′ 4″ O | Wohn- und Geschäftshaus                          | Geschützt nach § 3(3) NDSchG                   |    | Weitere Bilder |
| Weender Straße 106 51° 32′ 15″ N, 9° 56′ 4″ O | Hinterhaus                                       | Geschützt nach § 3(3) NDSchG                   |    | Weitere Bilder |

### Wöhlerplatz
| Lage                                    | Bezeichnung   | Beschreibung                               | ID | Bild           |
| --------------------------------------- | ------------- | ------------------------------------------ | -- | -------------- |
| Wöhlerplatz 51° 31′ 48″ N, 9° 56′ 11″ O | Wöhlerdenkmal | Geschützt nach § 3(2) Einzeldenkmal NDSchG |    | Weitere Bilder |

### Zindelstraße
| Lage                                      | Bezeichnung             | Beschreibung                 | ID | Bild           |
| ----------------------------------------- | ----------------------- | ---------------------------- | -- | -------------- |
| Zindelstraße 1 51° 31′ 56″ N, 9° 56′ 4″ O | Wohnhaus                | Geschützt nach § 3(2) NDSchG |    | Weitere Bilder |
| Zindelstraße 2 51° 31′ 56″ N, 9° 56′ 4″ O | Wohnhaus                | Geschützt nach § 3(2) NDSchG |    | Weitere Bilder |
| Zindelstraße 6 51° 31′ 56″ N, 9° 56′ 3″ O | Wohnhaus                | Geschützt nach § 3(2) NDSchG |    | Weitere Bilder |
| Zindelstraße 7 51° 31′ 56″ N, 9° 56′ 3″ O | Wohnhaus                | Geschützt nach § 3(2) NDSchG |    | Weitere Bilder |
| Zindelstraße 8 51° 31′ 56″ N, 9° 56′ 3″ O | Wohn- und Geschäftshaus | Geschützt nach § 3(2) NDSchG |    | Weitere Bilder |